# غرق شدن کشتی تایتانیک
غرق شدن کشتی آر ام‌ اس تایتانیک (به انگلیسی: Sinking of the RMS Titanic) فاجعه‌ای است در ارتباط با کشتی آرام‌اس تایتانیک که در بامداد ۱۵ آوریل ۱۹۱۲ در اقیانوس اطلس شمالی و ۴ روز پس از آغاز نخستین سفرش از بندر ساوت‌همپتون به مقصد نیویورک به دلیل برخورد با یک کوه یخ شناور به وقوع پیوست. تایتانیک عنوان‌دار بزرگ‌ترین خط حمل و نقل مسافرِ در حال خدمت بود. این کشتی در بامداد دوشنبه ساعت ۲:۲۰ دقیقه در ۱۵ آوریل ۱۹۱۲ غرق شد.
اپراتور کشتی تا پیش از برخورد با کوه یخ، شش پیام اخطار از سایر کشتی‌ها در رابطه با یخ‌های شناور دریافت کرده بود. در طی غرق شدن تایتانیک، تقریباً تمام مسافرانی که به آب دریا پریده یا افتادند به دلیل دمای −۲ درجه سلسیوس (۲۸ درجه فارنهایت) از شوک سرما و هیپوترمی جان سپردند. از ۲٫۲۲۴ مسافر کشتی در حدود ۱٫۵۰۰ نفر جان خود را از دست دادند که این موضوع باعث شد تا فاجعهٔ غرق کشتی تایتانیک تبدیل به مرگبارترین بلای تاریخ دریایی به وقوع پیوستهٔ بشر در زمان صلح باشد.
تایتانیک با بیش از ۱٫۰۰۰ مسافر و خدمه غرق شد. تقریباً تمام کسانی که به آب پریدند یا به آب افتادند در اثر تأثیر شوک سرما و ناتوانی در عرض چند دقیقه غرق شدند یا مردند. کشتی آر ام اس کارپاتیا حدود ساعت ۴:۰۰ صبح (۱ ساعت و ۴۰ دقیقه بعد از غرق شدن تایتانیک) وارد شد و آخرین بازمانده را تا ساعت ۹:۱۵ صبح ۱۵ آوریل (حدود ۷ ساعت بعد از غرق شدن تایتانیک) نجات داد. این فاجعه جهان را شوکه کرد و خشم گسترده‌ای را نسبت به کمبود قایق نجات، مقررات ملایم و رفتار نابرابر با سه کلاس مسافر در حین تخلیه ایجاد کرد. در تحقیقات بعدی، تغییرات گسترده در مقررات دریایی توصیه شد که منجر به ایجاد کنوانسیون بین‌المللی ایمنی جان اشخاص در دریا (SOLAS) در سال ۱۹۱۴ شد.

## پیش‌زمینه
کشتی تایتانیک می‌توانست در عین راحتی و سرعت، حمل و جابجایی ۳٫۵۴۷ مسافر را بر عهده بگیرد. موتورهای رفت و برگشتی این کشتی دارای عظیم‌ترین موتورهای ساخته شده تا آن زمان بود که ارتفاعی بالغ بر ۴۰ فوت (۱۲ متر) و سیلندرهایی با قطر دهانهٔ ۹ فوت (۲٫۷ متر) را داشت. این موتورها روزانه نیازمند ۶۰۰ تن زغال‌سنگ برای تولید انرژی حرکتی بودند. چنین گفته شده که قسمت مسافران به ویژه بخش لوکس یا کلاس اول این کشتی از نظر شکوه و تجمل بی‌نظیر بوده‌است. هزینهٔ بلیت سفر یکطرفه از اقیانوس اطلس برای سوئیت های لوکس این کشتی ضمن داشتن مجوز خصوصی بالغ بر ۴٫۳۵۰ دلار بود که با ارزشیابی ارزی در سال ۲۰۱۷ معادل ۱۱٫۰۳۱۰ دلار می‌شود. وضعیت رفاهی برای کلاس سوم کشتی نیز مثال‌زدنی بود و این کلاس به همان اندازهٔ کلاس اول و دوم با استاندارد های امروزی به شکل کاملاً غیرعادی راحت بوده‌است. در این کلاس‌ها مقادیر فراوانی از اغذیهٔ مناسب عرضه می‌شده و مسافران شرایط آنجا را حتی بهتر از شرایط خانه های خود تجربه می‌کردند.

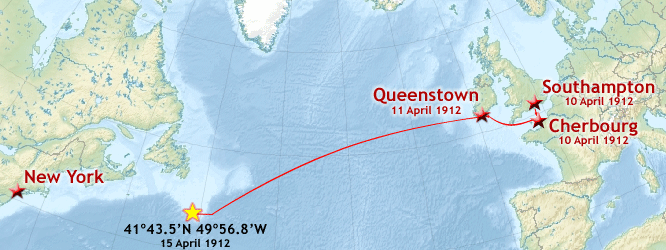
مسیر سفر اول تایتانیک از ساوت‌همپتون به نیویورک که با خط قرمز مشخص شده‌است. محل غرق شدن نیز با ستاره زرد مشخص شده‌است.

سفر اول تایتانیک اندکی بعد از ظهرِ روز ۱۰ آوریل ۱۹۱۲ هنگامی که تایتانیک در اولین مرحله سفر خود به نیویورک از ساوت‌همپتون خارج شد، آغاز شد. چند ساعت بعد تایتانیک با طی مسیری ۸۰ مایل دریایی (۱۴۸ کیلومتر / ۹۲ مایل) به بندر شربورگ در شمال غربی فرانسه رفت؛ جایی که مسافران را سوار کرد. بندر بعدی تماس که پهلو گرفت کویینزتاون (کوو) در ایرلند بود که حدود ساعت ۱۱:۰۰ صبح روز ۱۱ آوریل به آنجا رسید. کشتی بعد از ظهر آن روز بعد از پذیرفتن مسافر و محموله‌های بیشتر، آنجا را ترک کرد.
در زمان عزیمت تایتانیک به سمت غرب از طریق اقیانوس اطلس، ۸۹۲ خدمه و ۱٫۳۲۰ مسافر را حمل می‌کرد. این فقط نیمی از ظرفیت کامل مسافر این کشتی بوده که ۲٫۴۳۵ نفر بود، زیرا مسافر در این فصل کم بود و حمل و نقل از بریتانیا به دلیل اعتصاب معدنچیان زغال‌سنگ مختل شده بود. تعدادی از مسافران تایتانیک از جامعه ادواردین، از جمله میلیونرهایی مانند جان یعقوب آستور و بنیامین گوگنهایم تا مهاجران فقیر کشور های متفاوتی همچون ارمنستان، ایرلند، ایتالیا، سوئد، سوریه و روسیه بودند که زندگی جدیدی را در ایالات متحده جستجو می‌کردند.
فرماندهی کشتی را کاپیتان ادوارد اسمیت ۶۲ ساله، کاپیتان ارشد وایت استار لاین بر عهده داشت. او چهار دهه تجربه دریانوردی داشت و به عنوان کاپیتان آر ام اس المپیک خدمت کرده بود و از آنجا به فرماندهی تایتانیک منتقل شد. اکثریت قریب به اتفاق خدمه ای که زیر نظر وی خدمت می‌کردند، ملوانان آموزش دیده نبودند؛ بلکه مهندس، آتش‌نشان، متصدی سوخت کوره، مسئول مراقبت از موتورها یا مهمانداران و کارکنان گالی و مسئول مسافران بودند. ۶ افسر دیده‌بان و ۳۹ دریانورد، تنها حدود ۵ درصد از خدمه را تشکیل می‌دادند و بیشتر آنها در ساوت‌همپتون به خدمت گرفته شده بودند و با کشتی آشنایی لازم را نداشتند.
شرایط یخبندان را به زمستان معتدلی نسبت دادند که باعث شد تعداد زیادی کوه یخ در سواحل غربی گرینلند جابجا شوند.
آتش‌سوزی در یکی از سطل‌های زغال‌سنگ تایتانیک تقریباً ۱۰ روز قبل از عزیمت کشتی آغاز شده بود و برای مدت چند روز در سفر همچنان ادامه داشت، اما در ۱۵ آوریل پایان یافت. هوا در طول روز از وزش باد شدید و دریا های معتدل در صبح تا آرامش کاملاً واضح تا عصر به‌طور قابل توجهی بهبود یافت؛ زیرا مسیر کشتی او را تحت یک سیستم فشار زیاد قطب شمال قرار می‌داد.

## روزشمار حرکت تایتانیک

### ۱۴ آوریل ۱۹۱۲

#### هشدار های در رابطه کوه یخ
در ۱۴ آوریل ۱۹۱۲، اپراتور های رادیویی تایتانیک ۶ پیام از کشتی های دیگر دریافت کردند که نسبت به یخ های شناور بر روی سطح آب هشدار می‌دادند. مسافران عرشه تایتانیک، بعد از ظهر توانستند این یخ های شناور را مشاهده نمایند. شرایط یخ های شناور در آوریل آن سال، وخیم‌ترین شرایط در ۵۰ سال گذشته بود (این همان موضوع عمده بود که دیده‌بان‌ها نسبت به آن اهمال ورزیدند و تصمیم گرفتند با حداکثر سرعت بخار موتورها از میان یخ های عریض و طویل عبور نمایند). همه این پیام‌ها توسط اپراتور های رادیویی پخش نمی‌شدند. در آن زمان، همه اپراتور های بی‌سیم در کشتی های اقیانوس‌پیما از کارکنان شرکت بی‌سیم تلگراف مارکونی بودند و عضو رسمی و استخدامی خدمه کشتی محسوب نمی‌شدند. مسئولیت اصلی آنها ارسال پیام های ضروری مسافران بود و گزارش های هواشناسی غالباً به عنوان یک نگرانی درجه دوم در نظر گرفته می‌شد.
اولین هشدار در ساعت ۹:۰۰ صبح از طرف آر ام اس کارونیا گزارش شد که «کوه های یخ، پاره های یخ و منطقه یخی» گزارش می‌دهد. کاپیتان اسمیت دریافت پیام این کشتی را تأیید کرد. در ساعت ۱۳:۴۲، آر ام اس بالتیک گزارشی را از کشتی اس اس آتنیا پخش کرد که وی «در حال عبور از یخ های یخی و مقادیر زیادی منطقه یخی» بود. پیام این کشتی نیز توسط اسمیت تأیید شد که گزارش را به جی بروس ایسمای (رئیس وایت استار لاین) در کشتی تایتانیک برای اولین سفر خود، نشان داد. اسمیت دستور داد یک مسیر جدید تعیین شود تا کشتی را به سمت جنوب ببرد.
در ساعت ۱۳:۴۵، کشتی آلمانی اس اس آمریکا که فاصله کمی با جنوب داشت، گزارش داد که وی «از دو کوه یخ بزرگ عبور کرده‌است». این پیام هرگز به ناخدا اسمیت یا سایر افسران روی پل تایتانیک نرسید. دلیل آن مشخص نیست، اما ممکن است فراموش شده باشد؛ زیرا اپراتور های رادیویی مجبور شدند تجهیزات معیوب را تعمیر کنند.
اس اس کالیفرنیا در ساعت ۱۹:۳۰ «۳ کوه یخ بزرگ» را گزارش داد و در ساعت ۲۱:۴۰، اس اس مسابا گزارش داد که وی «یخ های بسیار سنگین و کوه های یخی بزرگ را دیده‌است؛ همچنین مناطق یخی». این پیام نیز اتاق رادیویی تایتانیک را ترک کرد. جک فیلیپس (اپراتور رادیو) ممکن است اهمیت آن را درک نکرده باشد؛ زیرا او مشغول انتقال پیام برای مسافران از طریق ایستگاه رله کیپ ریس نیوفاندلند بود. مجموعه رادیویی روز قبل خراب شده بود و در نتیجه پیام های انباشته‌ای وجود داشت که دو اپراتور سعی در تمام آنها داشتند. اخطار نهایی ساعت ۲۲:۳۰ از سیریل ایوانز (اپراتور اس اس کالیفرنیا) دریافت شد که شب را در مناطق یخی چند مایلی متوقف کرده بود، اما فیلیپس آن را قطع کرد و به او علامت داد: «خفه شو! خفه شو!»
اگرچه خدمه از یخ در مجاورت آگاه بودند، اما سرعت کشتی را کاهش ندادند و با ۲۲ گره (۴۱ کیلومتر بر ساعت / ۲۵ مایل بر ساعت) بخارپز را ادامه دادند؛ حداکثر سرعت او فقط ۲ گره (۳.۷ کیلومتر بر ساعت / ۲.۳ مایل بر ساعت) کوتاه بود. سرعت بالای تایتانیک در آب‌هایی که یخ گزارش داده بود بعداً به دلیل بی احتیاطی مورد انتقاد قرار گرفت، اما بازتاب عملکرد استاندارد دریایی در آن زمان بود. طبق گفته هارولد لو (افسر پنجم تایتانیک) قرار بود «که پیش برویم و بسته به اخبار دکل دیدبانی و اتاق کنترل، به موقع یخ رو شناسایی کنیم تا از برخورد آن جلوگیری کنیم».
کشتی های اقیانوس اطلس شمالی بیشتر از سایر ملاحظات حفظ وقت را در اولویت خود قرار می‌دهند و کاملاً به برنامه‌ای پایبند می‌مانند که ورود آنها در یک زمان تبلیغ شده را تضمین می‌کند. آنها غالباً با سرعتی نزدیک به تمام سرعت خود رانده می‌شدند و هشدار های خطر را به عنوان توصیه به جای دعوت به عمل نمی‌گرفتند. باور عمومی این بود که یخ خطر کمی دارد. تماس‌های نزدیک غیرمعمول نبوده و حتی برخورد های جدی نیز فاجعه بار نبوده‌است. در سال ۱۹۰۷، یک ناو هواپیمابر آلمانی به نام اس اس کرونپرینز ویلهلم کوه یخی را لگدمال کرد و سینه کشتی له شد، اما هنوز توانست سفر خود را به پایان برساند. در همان سال، ادوارد اسمیت در مصاحبه‌ای اعلام کرد: «نمی‌توانم هیچ شرطی را تصور کنم که باعث غرق شدن کشتی شود. کشتی سازی مدرن٬ پیشرفته است.»

#### تأثیر برخورد
مدت‌ها تصور می‌شد که این برخورد با کوه یخی باعث ایجاد شکاف بزرگی در بدنه تایتانیک شده‌است؛ در تحقیق بریتانیا پس از این حادثه، ادوارد ویلدینگ (معمار ارشد شرکت کشتی سازی هارلند و ولف) با محاسبه بر اساس مشاهده آبگرفتگی محفظه های جلو، ۴۰ دقیقه پس از برخورد شهادت داد که «منطقه بدنه به اندازه‌ای حدود ۱۲ فوت مربع (۱.۱ متر مربع) به دریا باز شده‌است». وی همچنین اظهار داشت که «من معتقدم که باید در بعضی از نقاط بوده باشد، نه پاره پاره شدن مداوم»، اما دهانه‌های مختلف باید در امتداد مساحتی حدود ۳۰۰ فوت امتداد داشته باشند تا سیل در چندین محفظه را گزارش کند. یافته‌های این تحقیق حاکی از آن است که این خسارت بیش از ۳۰۰ فوت طول داشته‌است و از این رو بسیاری از نویسندگان بعدی این گفته مبهم را دنبال کردند. بررسی های سونوگرافی مدرن از لاشه هواپیما نشان داده‌است که آسیب واقعی بدنه بسیار شبیه بیانیه ویلدینگ است که متشکل از ۶ دهانه باریک که در کل مساحت آن تقریباً ۱۲ تا ۱۳ فوت مربع (۱.۱ تا ۱.۲ متر مربع) است. طبق گفته پاول کی ماتیاس که اندازه‌گیری‌ها را انجام داده‌است، این خسارت شامل یک سری تغییر شکل در سمت راست است که در امتداد بدنه و حدود ۱۰ فوت (۳ متر) از پایین کشتی شروع و متوقف می‌شوند.
به نظر می‌رسد شکاف‌هایی که طولانی‌ترین آنها حدود ۳۹ فوت (۱۲ متر) طول دارد، خط صفحات بدنه را دنبال کرده‌است. این نشان می‌دهد که پرچ های آهنی در امتداد درز های صفحه از هم جدا شده یا باز می‌شوند تا شکاف های باریکی ایجاد شود که از طریق آن آب جاری می‌شود. شرکت هارلند و ولف، این سناریو را در تحقیقات کمیساریای کشتی شکسته بریتانیا پس از فاجعه پیشنهاد کردند، اما نظر او نفی شد. رابرت بالارد اظهار کرده که این فرض که کشتی مورد نقض عمده‌ای قرار گرفته‌است «یک محصول جانبی از رمز و راز تایتانیک است». نقص در بدنه کشتی ممکن است یک عامل مؤثر باشد. به نظر می‌رسد تکه های بازیافتی صفحات بدنه تایتانیک در اثر برخورد با کوه یخ بدون خم شدن خرد شده‌اند.
صفحات قسمت مرکزی بدنه تایتانیک تقریباً ۶۰ درصد از کل را پوشش می‌دهد و همراه با ردیف‌های سه‌گانه پرچ های ملایم فولادی نگه داشته می‌شوند، اما صفحات در سینه کشتی و پاشنه کشتی با دو ردیف میخ پرچ آهن ساخته شده‌است. این پرچ های آهنی «بهترین» یا شماره ۳ دارای سطح بالایی از اجزا سرباره بودند و آنها را شکننده تر از پرچ های آهنی شماره ۴ «بهترین-بهترین» و بیشتر در معرض استرس قرار می‌دهند؛ به ویژه در موارد شدید سرد است. تام مک کلوسکی (بایگانی بازنشسته شرکت هارلند و ولف) اشاره کرد که آر ام اس المپیک (کشتی خواهر تایتانیک) با همان آهن غوطه ور شد و نزدیک به ۲۵ سال بدون هیچ حادثه‌ای خدمت کرد و از چندین برخورد بزرگ جان سالم به در برد؛ از جمله توسط یک رزمناو بریتانیا مورد ضرب و شتم قرار گرفت. هنگامی که آر ام اس المپیک زیردریایی اس ام یو - ۱۰۳ را لگدمال کرد و ساقه آن را غرق کرد، ساقه آن پیچ خورده و صفحات بدنه در قسمت سمت راست بدون ایجاد اختلال در یکپارچگی بدنه به هم متصل شده‌اند.
در بالای خط آب، شواهد کمی از برخورد وجود داشت. مهمانداران در اتاق ناهارخوری درجه یک متوجه لرزشی شدند که فکر می‌کردند علت آن ریختن تیغه پروانه توسط کشتی بوده‌است. بسیاری از مسافران احساس یک دست انداز یا لرزیدن کردند. به گفته یکی از بازماندگان «درست مثل اینکه از روی هزاران تیله رد شدیم»، اما نمی‌دانستند چه اتفاقی افتاده‌است. کسانی که در پایین‌ترین سطح عرشه و در نزدیکترین محل برخورد قرار داشته‌اند، این لرزش را بسیار مستقیم‌تر از بقیه احساس کردند. والتر هرست (وزیر نفت) یادآوری می‌کند که «در اثر سقوط سنگین در کنار تخته استار بیدار شد. کسی خیلی نگران نبود، اما می‌دانست که به چیزی برخورد کرده‌ایم».

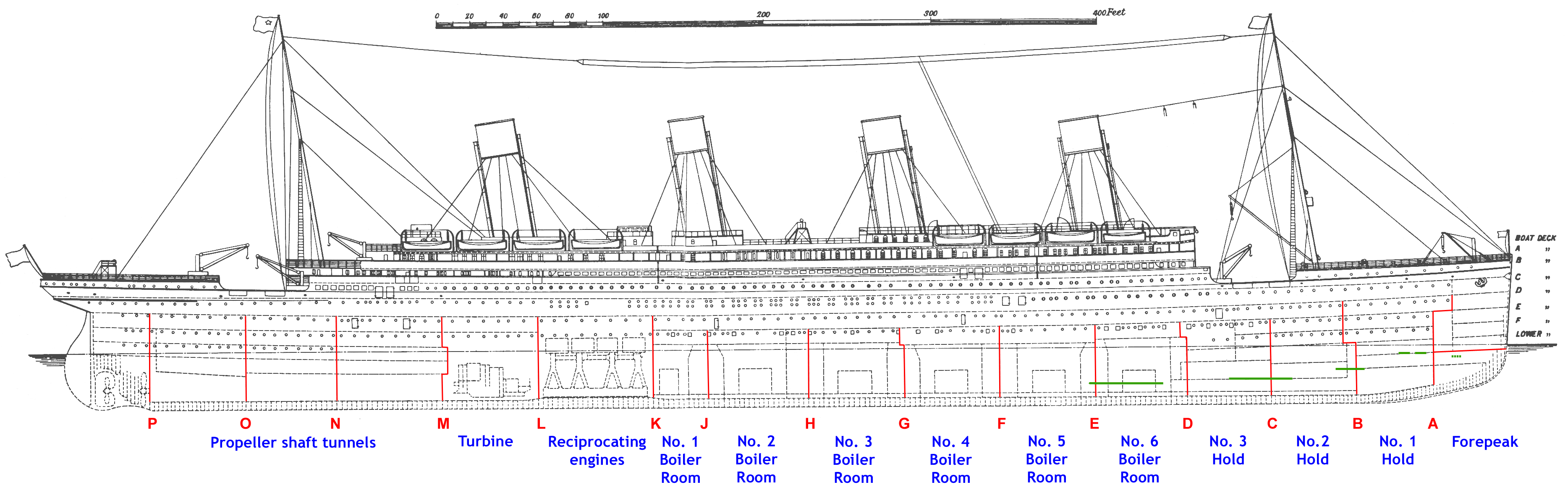
چیدمان سنگر با مناطق آسیب دیده که به رنگ سبز نشان داده شده‌است.

با هجوم آب با سرعت تقریبی ۷ تن بزرگ (۷.۱ تن) در ثانیه، ۱۵ برابر سریعتر از پمپاژ آب٬ غرق شدن کشتی بلافاصله شروع شد. جی اچ هسکث (مهندس دوم تایتانیک) و فردریک بارت (آتش نشان برجسته و متصدی سوخت کوره)، هر دو در دیگ بخار شماره ۶ در یک جت آب یخ زده برخورد کردند و درست قبل از بسته شدن درِ ضد آب اتاق فرار کردند. این وضعیت بسیار خطرناکی برای کارکنان مهندسی بود. دیگ‌های بخار هنوز پر از بخار گرم و فشار بالا بود و در صورت تماس با آب سرد دریا، خطر انفجار قابل توجهی وجود دارد. به آتش نشانان دستور داده شد که آتش را کاهش داده و دیگ بخار را تخلیه کنند و مقدار زیادی بخار را از طریق لوله های تخلیه خالی کنند. آنها تا زمانی که کار خود را تمام کنند، آب یخ زده تا به کمرشان رسید.
عرشه های پایین تایتانیک به ۱۶ محفظه تقسیم شدند. هر محفظه توسط دریچه‌ای که عرض کشتی را اجرا می‌کند، از همسایه جدا شد. در کل ۱۵ کلاهک وجود داشت. هر سنگر حداقل تا قسمت زیرین عرشه E، به‌طور کلی یک عرشه یا حدود ۱۱ فوت (۳.۴ متر)، بالاتر از خط آب امتداد می‌یابد. دو نزدیکترین سینه کشتی و شش نزدیک به پاشنه کشتی یک عرشه بالاتر رفتند.
هر دریچه را می‌توان با در های ضد آب مهر و موم کرد. موتورخانه‌ها و اتاق‌های دیگ بخار در بالای مخزن دارای در های عمودی بسته بودند که می‌توانستند از راه دور از پل کنترل شوند، در صورت وجود آب توسط شناور به‌طور خودکار پایین می‌آیند یا توسط خدمه به صورت دستی بسته می‌شوند. بسته شدن این درها حدود ۳۰ ثانیه طول کشید. زنگ های هشدار دهنده و مسیرهای فرار جایگزین فراهم شد تا خدمه در درها گیر نیفتند. در بالای سطح مخزن، در عرشه زیرین کشتی و عرشه F و عرشه E، درها به صورت افقی بسته می‌شدند و به صورت دستی کار می‌شدند. می‌توان آنها را از در خود یا از روی عرشه بالا بست.
با وجود اینکه دیواره های ضد آب به بالای خط آب گسترش می‌یافتند، اما در قسمت بالا مهر و موم نشده بودند. اگر چندین محفظه‌ در آب غرق می‌شدند، سینه کشتی در اعماق آب نشست می‌کرد و آب به ترتیب از یک محفظه به محفظه دیگر می‌ریخت؛ مانند سرریز شدن آب از یک قالب به قالب کناری هنگام پر کردن قالب های یخ فریزر. این همان اتفاقی است که برای تایتانیک افتاد که به مخزن جلو، ۳ نگهدارنده رو به جلو و دیگ بخار شماره ۶، در مجموع ۵ بخش آسیب زد. تایتانیک فقط برای شناور شدن با هر دو محفظه غرق در آب طراحی شده بود، اما می‌توانست با ترکیبات مشخصی از ۳ یا حتی ۴ محفظه اول که به اقیانوس باز هستند، شناور باشد. با ۵ محفظه، قسمت های بالای حفره‌ها غرق می‌شوند و کشتی به سیلاب ادامه می‌دهد. حدود ۵ دقیقه پس از برخورد، تمام موتور های تایتانیک متوقف شدند و سینه کشتی رو به شمال باقی ماند و کشتی به آرامی در جریان لابرادور به سمت جنوب حرکت کرد.
کاپیتان اسمیت برخورد را در کابین خود احساس کرد و بلافاصله به اتاق کنترل آمد. او که از اوضاع آگاه بود، توماس اندروز (سازنده تایتانیک) را فراخواند که در میان حزب مهندسان هارلند و ولف بود و اولین سفر مسافری کشتی را مشاهده می‌کرد. چند دقیقه بعد از برخورد، زاویه کشتی ۵ درجه به سمت راست و ۲ درجه به سمت پایین کج شده بود. اسمیت و اندروز به زیر مراجعه کردند و دریافتند که محموله های جلو، اتاق پست و زمین اسکواش دچار آبگرفتگی شده‌اند؛ در حالی که دیگ بخار شماره ۶ تا عمق ۱۴ فوت (۴.۳ متر) پر شده بود. آب به داخل دیگ بخار شماره ۵ می‌ریخت و خدمه آنجا برای پمپاژ آن مبارزه می‌کردند.
طی ۴۵ دقیقه پس از برخورد، حداقل ۱۳,۵۰۰ تن بزرگ (۱۳,۷۱۶ تن) آب وارد کشتی شده بود. این برای پمپ های آب‌گیری تایتانیک بسیار زیاد بود. مجموع ظرفیت پمپاژ تمام پمپ ها تنها ۱,۷۰۰ تن بزرگ (۱,۷۲۷ تن) در ساعت بود. اندروز به کاپیتان خبر داد که ۵ محفظه اول زیر آب رفته‌است و بنابراین تایتانیک محکوم به فنا شد. طبق تخمین وی، کشتی کمی بیش از حدود ۲ ساعت شناور بماند.
از زمان برخورد تا لحظه غرق شدن، حداقل ۳۵,۰۰۰ تن بزرگ (۳۵,۵۶۱ تن) آب به تایتانیک سرازیر شد و باعث شد وزنش تقریباً ۲ برابر شود و از ۴۸,۳۰۰ تن بزرگ (۴۹,۰۷۵ تن) به بیش از ۸۳,۰۰۰ تن بزرگ (۸۴,۳۳۱ تن) برسد. سیل با سرعت ثابت پیشروی نکرد و به دلیل تنظیمات محفظه های سیلاب، به‌طور مساوی سیل در کشتی توزیع نشد. به دلیل طغیان نامتقارن کشتی هنگام ریختن آب از شکاف پایین کشتی، شیب اولیه کشتی به سمت راست ایجاد شد. هنگامی که سمت جلو و چپ کشتی کاملاً آب گرفت، شیب کشتی تصحیح شد اما بعداً به خاطر عدم تقارن سیلاب، کشتی به سمت چپ تا ۱۰ درجه متمایل شد.
زاویه عمق تایتانیک در اولین ساعت پس از برخورد از ۰ درجه به حدود ۴.۵ درجه به سرعت تغییر کرد، اما زاویه عمق کشتی برای ساعت دوم در حدود ۵ درجه بدتر شد. این احساس امیدواری کاذب به بسیاری از سرنشینان داد که ممکن است کشتی به اندازه کافی شناور بماند تا نجات یابد. تا ساعت ۱:۳۰ بامداد، میزان غرق شدن سینه کشتی افزایش یافت تا جایی که تایتانیک به زاویه عمق حدود ۱۰ درجه رسید. در حدود ساعت ۲:۱۵ بامداد، زاویه تایتانیک در آب با ریختن آب در قسمت‌هایی که قبلاً بدون آب از کشتی از طریق دریچه های عرشه ریخته شده بود، به سرعت افزایش می‌یابد.

### ۱۵ آوریل ۱۹۱۲

#### آماده سازی برای ترک کشتی
در ساعت ۰:۰۵ روز ۱۵ آوریل، کاپیتان اسمیت دستور داد قایق های نجات کشتی کشف و مسافران جمع شوند. وی همچنین به اپراتور های رادیویی دستور داد تماس‌های اضطراری ارسال کنند که به اشتباه کشتی را در ضلع غربی کمربند یخی قرار داد و نجاتگران را به موقعیتی هدایت کرد که معلوم شد در حدود ۱۳.۵ مایل دریایی (۲۵.۵ کیلومتر) نادرست است. در زیر عرشه‌ها، آب به پایین‌ترین سطح کشتی می‌ریخت. با طغیان اتاق نامه، مرتب کنندگان نامه در نهایت تلاش بیهوده‌ای برای نجات ۴۰۰,۰۰۰ مورد نامه های حمل شده به داخل تایتانیک انجام دادند. در جای دیگر، هوا به دلیل هجوم آب به بیرون منتقل می‌شود. بالای سر آنها، مهمانداران خانه به خانه می‌رفتند و مسافران و خدمه خوابیده را بیدار می‌کردند. تایتانیک سیستم آدرس عمومی نداشت و به آنها گفت که به عرشه کشتی بروند.
فراخوانی جمعیت بستگی زیادی به کلاس مسافران داشت. مهمانداران درجه یک فقط چند کابین را عهده‌دار بودند، در حالی که افرادی که مسئول مسافران درجه دو و درجه سوم بودند مجبور بودند تعداد زیادی از افراد را مدیریت کنند. مهمانداران به مسافران درجه یک کمک می‌کردند تا لباس بپوشند و آنها را به بیرون از عرشه می‌آوردند. با برخورد بسیار بیشتر مردم، مهمانداران درجه دوم و سوم عمدتاً تلاش خود را محدود به بازکردن درها و دادن جلیقه نجات و بالا بردن مسافران کردند. در درجه ۳، مسافران پس از اطلاع از لزوم ورود به عرشه، تا حد زیادی به حال خود رها شدند. بسیاری از مسافران و خدمه تمایلی به رعایت کردن قراخوانی نداشتند یا اعتقاد داشتند که مشکلی وجود دارد یا گرمای فضای داخلی کشتی را به هوای سرد شبانه ترجیح می‌دهند. به مسافران گفته نشده بود که کشتی در حال غرق شدن است، هرچند تعداد اندکی متوجه شدند که کشتی در حال مایل شدن است.
حدود ساعت ۰:۱۵، مهمانداران شروع به دستور دادن به مسافران کردند که جلیقه های نجات خود را بپوشند، اگرچه باز هم بسیاری از مسافران این سفارش را به عنوان شوخی انجام دادند. بعضی‌ها شروع به انجام یک بازی فی البداهه فوتبال با تکه های یخی کردند که اکنون در قسمت عرشه جلویی پراکنده شده بود. در حالی که خدمه شروع به آماده‌سازی شناور های نجات می‌کردند، روی عرشه به خاطر صدای بخار فشار قوی که از دیگ های بخار خارج می‌شد و از طریق دریچه های دودکش های بالایی تخلیه میشد٬ اعلام خطر به سختی شنیده میشد. لارنس بیزلی، صدا را به عنوان «یک صدای خشن و کر کننده که گفتگو را دشوار می‌کند توصیف کرد؛ اگر کسی ۲۰ لوکوموتیو با صدای بم را تصور کند، می‌توانست صدای ناخوشایندی که هنگام بیرون آمدن از بالای دودکش می آمد را تصور کند». سر و صدا به قدری زیاد بود که خدمه مجبور بودند از سیگنال های دستی برای برقراری ارتباط استفاده کنند.
تایتانیک در کل ۲۰ قایق نجات داشت که شامل ۱۶ قایق چوبی در داوات، ۸ قایق در دو طرف کشتی و ۴ قایق تاشو با ته چوبی و بوم بود. تاشوها و وارونه‌ها به صورت وارونه ذخیره می‌شدند و باید آنها را برپا کرده و برای پرتاب به داوات منتقل می‌کردند. ۲ نفر در زیر قایق های چوبی نگهداری می‌شدند و ۲ نفر دیگر در محوطه افسران مورد حمله قرار می‌گرفتند. موقعیت دومی پرتاب آنها را بسیار دشوار می‌کند، زیرا هر کدام چندین تن وزن داشتند و باید به صورت دستی به سمت عرشه کشتی هدایت می‌شدند. به‌طور متوسط، قایق های نجات ۶۸ نفر ظرفیت داشتند و در مجموع آنها می‌توانستند ۱,۱۷۸ نفر را به سختی نیمی از تعداد افراد موجود در هواپیما و یک سوم تعداد مجوز حمل کشتی در خود جای دهند. کمبود قایق نجات نه به دلیل کمبود جا و نه به دلیل هزینه بود. تایتانیک به گونه ای طراحی شده‌است که حداکثر ۶۸ قایق نجات را در خود جای دهد که برای همه افراد موجود کافی است و قیمت ۳۲ فروند قایق نجات اضافی فقط ۱۶,۰۰۰ دلار آمریکا (معادل ۴۲,۴۰۰۰ دلار در سال ۲۰۱۹) خواهد بود. کسر ناچیزی از ۷,۵۰۰,۰۰۰ دلاری که این شرکت برای تایتانیک هزینه کرده‌است.
در مواقع اضطراری، در آن زمان از قایق های نجات در نظر گرفته شده بود تا مسافران را از کشتی آسیب دیده به یک کشتی نزدیک منتقل کنند. بنابراین عادی بود که کشتیرانی٬ قایق های نجات بسیار کمتری نسبت به نیاز مسافران و خدمه‌شان داشته باشند، و از ۳۹ قایق بریتانیایی آن زمان با بیش از ۱۰,۰۰۰ تن بزرگ (۱۰,۱۶۰ تن)، ۳۳ قایق نجات برای جا دادن همه افراد بسیار کم بود. هیئت مدیره وایت استار لاین می‌خواست که کشتی یک عرشه تفرجگاهی وسیع با منظره بی وقفه از دریا باشد که ردیف قایق های نجات مانع می‌شد.
کاپیتان اسمیت یک دریانورد باتجربه بود که ۴۰ سال در دریا خدمت کرده بود؛ از جمله ۲۷ سال فرماندهی. این اولین بحران زندگی حرفه ای او بود و او می‌دانست که حتی اگر تمام قایق‌ها کاملاً اشغال شده باشند، هنگامی که کشتی با شانس کم یا احتمال زنده ماندن پایین می‌رود، بیش از ۱,۰۰۰ نفر در کشتی می‌مانند. منابع متعددی بعداً ادعا کردند که کاپیتان اسمیت پس از درک عظمت چیزی که قرار بود اتفاق بیفتد، از بلاتکلیفی فلج شد، دچار یک فروپاشی ذهنی یا فروپاشی عصبی شد و در گیجی خلسه مانند گم شد و در تلاش برای کاهش تلفات جانی ناکارآمد و غیرفعال بود. با این حال به گفته دیگران، اسمیت مسئولیت را به عهده گرفت و در هنگام بحران رفتار خونسرد و آرام داشت. پس از برخورد، اسمیت بلافاصله تحقیق در مورد ماهیت و میزان آسیب را آغاز کرد و شخصاً ۲ بار زیر عرشه را بازرسی کرد تا آسیب را بررسی کند و افراد بی‌سیم را برای امکان درخواست کمک آماده کرد. او با احتیاط به خدمه خود دستور داد تا قایق های نجات را برای بارگیری آماده کنند و مسافران را قبل از اینکه اندروز به او بگوید که کشتی در حال غرق شدن است، وارد جلیقه نجات خود کنند. در اطراف عرشه دیده شد که اسمیت شخصاً به بارگیری قایق های نجات نظارت داشت، با مسافران تعامل میکرد و برای القای فوریت برای پیروی از دستور های تخلیه و در عین حال اجتناب از وحشت تلاش میکرد.
اسمیت حدود ساعت ۰:۲۵ به جوزف بوکسال (افسر چهارم تایتانیک) گفت که کشتی غرق می‌شود، در حالی که جورج رو (عضو ارشد)، آنقدر از شرایط اضطراری بی‌خبر بود که پس از تخلیه، از ایستگاه تماشای خود با پل تماس گرفت تا علت را بپرسد او تازه دیده بود که یک قایق نجات از گذشته می‌گذرد. خدمه برای شرایط اضطراری آماده نبودند، زیرا آموزش قایق نجات حداقل بود. زمانی که کشتی در ساوت‌همپتون لنگر انداخته بود، فقط یک تمرین قایق نجات انجام شده بود. این یک تلاش مقطعی، متشکل از پایین آمدن دو قایق بود. هر یک توسط ۱ افسر و ۴ مرد که فقط قبل از بازگشت به کشتی برای چند دقیقه دور اسکله قایقرانی می‌کردند. قرار بود قایق‌ها با وسایل اضطراری تهیه شوند، اما بعداً مسافران تایتانیک دریافتند که علی‌رغم تلاش چارلز جوگین (رئیس نانوای تایتانیک) و کارکنانش برای انجام این کار، آنها فقط تا حدی آماده شده‌اند. از زمان عزیمت تایتانیک از ساوت‌همپتون هیچ‌گونه تمرین ناو نجات یا آتش‌نشانی انجام نشده بود. قبل از غرق شدن کشتی، یک عملیات تمرین قایق نجات برای صبح روز یکشنبه برنامه‌ریزی شده بود، اما به دلایل نامعلومی توسط کاپیتان اسمیت لغو شد.
لیست‌هایی در کشتی ارسال شده بود که اعضای خدمه را به ایستگاه های خاص قایق نجات اختصاص می‌داد، اما به نظر می‌رسید تعداد کمی از آنها را خوانده‌اند یا اینکه می‌دانسته‌اند چه کاری انجام می‌دهند. بیشتر خدمه دریانورد نبودند و حتی برخی دیگر از آنها سابقه تجربه قایقرانی در قایق را نداشتند. آنها اکنون با وظیفه پیچیده‌ای برای هماهنگی پایین آوردن ۲۰ قایق روبرو شده‌اند که در مجموع ۱,۱۰۰ نفر می‌توانند ۷۰ فوت (۲۱ متر) از کناره های کشتی را حمل کنند. توماس ای بونسال (مورخ فاجعه) اظهار داشته‌است که تخلیه آنقدر بد سازماندهی شده بود که حتی اگر آنها به تعداد از قایق های نجات مورد نیاز داشتند، نمی‌توان دید که چگونه می‌توانستند آنها را به خاطر زمان کم و رهبری ضعیف راه اندازی کنند. در واقع، همه قایق های نجات موجود در تایتانیک قبل از غرق شدن کشتی آماده نشده بودند.
حدود ساعت ۰:۲۰، ۴۰ دقیقه پس از برخورد، بارگیری قایق های نجات در جریان بود. چارلز لایتولر (افسر دوم تایتانیک) پس از آن یادآوری کرد که برای برقراری ارتباط از طریق بخار مجبور شد هر دو دست خود را بر روی گوش های اسمیت قرار دهد و گفت: «من با صدای بلند فریاد زدم «آیا بهتر نیست که زنان و کودکان را اول سوار قایق کنیم آقا؟» او مرا شنید و سرش را تکان داد.» سپس اسمیت به چارلز لایتولر و ویلیام مرداک دستور داد «زنان و کودکان را در اولویت قرار دهند». لایتولر قایق های سمت بندرگاه و مرداک مسئولیت قایق های سمت راست را به عهده گرفت. این دو افسر دستور تخلیه «زنان و کودکان» را متفاوت تفسیر کردند. مرداک دستور را اینطور معنی کرد که ابتدا زنان و کودکان سوار قایق شوند، در حالی که لایتولر اینطور معنی کرد که فقط زنان و کودکان سوار شوند. اگر هیچ زن و کودکی منتظر سوار شدن نبودند، لایتولر قایق های نجات را با صندلی های خالی پایین می‌آورد، در حالی که اگر همه زنان و کودکان اطراف سوار شده بودند، مرداک اجازه می‌داد تعداد محدودی از مردان سوار شوند.
هیچ‌یک از افسران نمی‌دانستند که چند نفر را می‌توان با اطمینان در قایق‌ها حمل کرد زیرا آنها را پایین آوردند و هر دو با پر نکردن آنها احتیاط کردند. آنها می‌توانستند با مکمل کامل ۶۸ نفره، به ویژه با آب و هوای بسیار مطلوب و دریا، با خیال راحت پایین بیایند. اگر این کار انجام می‌شد، ۵۰۰ نفر دیگر می‌توانستند نجات پیدا کنند. در عوض، صدها نفر (عمدتاً مرد) با وجود جای خالی در قایق، در کشتی مانده بودند.
در ابتدا تعداد کمی از مسافران مایل بودند که سوار قایق های نجات شوند و افسران مسئول تخلیه متقاعد کردن آنها را دشوار می‌دانستند. جان جیکوب آستور اظهار داشت: «ما در اینجا از آن قایق کوچک ایمن تر هستیم.» برخی از مسافران به‌طور جدی از سوار شدن خودداری کردند. جی بروس ایسمی با فهمیدن شرایط اضطراری، در عرشه قایق تخته‌ای پرسه زد و از مسافران و خدمه خواست تا سوار قایق شوند. تعداد بسیار کمی از زنان، زوج‌ها و مردان مجرد متقاعد شدند که سوار قایق نجات شماره ۷ شوند که اولین قایق نجات بود که پایین آمد.

#### عزیمت قایق های نجات
در ساعت ۰:۴۵، قایق نجات شماره ۷ با وجود ظرفیت ۶۵ نفری، با ۲۸ مسافر از کشتی دور شد. پس از آن، قایق نجات شماره ۶ در سمت بندرگاه در ساعت ۰:۵۵ فرود آمد. این قایق نیز ۲۸ سرنشین داشت که مارگارت مولی براون در میان آنها بود. لایتولر متوجه شد که تنها یک دریانورد به نام رابرت هیچنز در کشتی وجود دارد و داوطلبان را فراخواند. سرگرد آرتور گادفری پوچن از باشگاه قایق بادبانی سلطنتی کانادا جلو رفت و با طناب به قایق نجات رفت. او تنها مسافر مرد بالغی بود که لایتولر در طول تخلیه سمت بندرگاه به او اجازه سوار شدن داد. نقش پوچن، یک مشکل کلیدی را در طول تخلیه برجسته کرد: به سختی هیچ ملوانی وجود داشت که قایق‌ها را هدایت کند. برخی از آنها به زیر عرشه فرستاده شده بودند تا در های باند را باز کنند تا مسافران بیشتری تخلیه شوند، اما هرگز بازنگشتند. آنها احتمالاً در اثر بالا آمدن آب زیر عرشه به دام افتاده و غرق شده بودند.
در همین حال، بقیه خدمه برای حفظ خدمات حیاتی جنگیدند؛ زیرا آب همچنان به داخل کشتی زیر عرشه می‌ریخت. مهندسان و آتش نشانان تلاش کردند تا دیگ های بخار را تخلیه کنند تا از انفجار آنها در تماس با آب سرد جلوگیری کنند. آنها در تلاشی بیهوده برای کاهش سیلاب، دوباره در های ضد آب را باز کردند تا پمپ های قابل حمل اضافی را در محفظه های جلو راه‌اندازی کنند و ژنراتور های الکتریکی را برای حفظ نور و برق در سراسر کشتی روشن نگه داشتند. فردریک دنت ری (مهماندار) زمانی که یک دیوار چوبی بین محل اقامتش و محل اقامت کلاس سوم در عرشه E فرو ریخت و او را تا اعماق کمر در آب رها کرد، به سختی از مرگ فرار کرد. دو مهندس به نام هربرت هاروی و جاناتان شپرد که دقایقی قبل پای چپ خود را پس از افتادن در چاله شکسته بود، در اتاق دیگ بخار شماره ۵، زمانی که در حدود ساعت ۰:۴۵، درِ پناهگاه آن اتاق را از اتاق دیگ بخار غرق شده شماره ۶ جدا میکرد، جان خود را از دست دادند و به گفته فردریک بارت (آتش نشان برجسته و متصدی سوخت کوره) که به سختی از اتاق دیگ بخار فرار کرد، آنها توسط «موجی از کف دریای سبز» فوت شدند.
در حدود ساعت ۱:۲۰ بامداد، طبق گفته جورج کاول (صافکار بازمانده)، در اتاق دیگ بخار شماره ۴، آب از صفحات فلزی کف پایین شروع به سرازیر شدن کرد که احتمالاً نشان میدهد که کف کشتی نیز توسط کوه یخ سوراخ شده است. جریان آب به‌زودی پمپ‌ها را غرق کرد و آتش نشانان و ماشین های اصلاح را مجبور کرد تا آن اتاق را تخلیه کنند. بل (مهندس ارشد) به همراه همکارانش و تعداد انگشت شماری از آتش نشانان داوطلب و مکانیک های موتور در اتاق های دیگ بخار شماره ۱ و ۲ و ۳ و در توربین‌ها و موتورخانه های رفت و برگشتی واقع در پاشنه کشتی باقی ماندند. آنها به کار روی دیگ های بخار و ژنراتور های الکتریکی ادامه دادند تا چراغ‌ها و پمپ های کشتی را فعال نگه دارند و رادیو را تغذیه کنند تا سیگنال های خطر ارسال شود. چندین منبع ادعا میکنند که آنها تا انتها در پست خود باقی ماندند، بنابراین اطمینان حاصل کردند که برق تایتانیک تا آخرین دقایق غرق شدن کار میکند و در سینه کشتی مرده‌است. با این حال، شواهدی وجود دارد که نشان می‌دهد وقتی مشخص شد که هیچ کاری نمی‌توان انجام داد و سیل در محفظه های جلو برای پمپ‌ها بسیار شدید بود، برخی از مهندسان و سایر خدمه پست های خود را رها کردند و به عرشه تایتانیک رسیدند؛ اما در این زمان همه قایق های نجات رفته بودند. فردریک اسکات (مکانیک موتور) شهادت داد که ۸ نفر از ۳۵ مهندس کشتی را دیده‌است که در انتهای عرشه قایق سمت راست جمع شده بودند. هیچ یک از ۳۵ مهندس و برقکار کشتی جان سالم به در نبردند. همچنین هیچ یک از ۵ کارمند پست تایتانیک که آخرین بار برای نجات کیسه های پستی از اتاق پست غرق شده تلاش کرده بودند، نیز غرق شدند. آنها در جایی در عرشه D گرفتار بالا آمدن آب شدند.
بسیاری از مسافران درجه سه نیز با منظره سرازیر شدن آب به محل اقامتشان در عرشه های E و F و G مواجه شدند. کارل جانسون (یکی از تعداد نسبتاً کمی از بازماندگان درجه سوم) بعداً به یاد می‌آورد: «سپس به سمت کابینم دویدم تا ساعت مچی، کیف و لباس های دیگرم را بیاورم، اما زمانی که آب با نیروی بسیار زیاد وارد کابین شد، فقط وقت داشتم ساعت مچی و کت را بردارم و من مجبور شدم دوباره با عجله به سمت عرشه بروم، جایی که دوستانم را دیدم که با کمربند نجات ایستاده بودند و وحشت روی صورتشان نقش بسته بود. حالا بدون کمربند نجات، بدون کفش و بدون کلاه چه باید بکنم؟»
قایق های نجات هر چند دقیقه یکبار از هر طرف پایین می‌آمدند، اما بیشتر قایق‌ها تا حد زیادی کم پر بودند. قایق نجات شماره ۵ با ۴۱ سرنشین، قایق نجات شماره ۳ با ۳۲ سرنشین، قایق نجات شماره ۸ با ۳۹ سرنشین و قایق نجات شماره ۱ با وجود ظرفیت ۴۰ نفری، تنها با ۱۲ سرنشین کشتی را ترک کرد. تخلیه به آرامی انجام نشد و مسافران با پیشروی دچار حوادث و جراحات شدند. یک زن بین قایق نجات شماره ۱۰ و کنار کشتی افتاد، اما شخصی از مچ پا او را گرفت و او را به پشت روی عرشه تفرجگاه برد، جایی که برای دومین بار موفق شد سوار شود. آنی استنگل (مسافر درجه یک) زمانی که یک پزشک آلمانی-آمریکایی و برادرش به قایق نجات شماره ۵ پریدند، او را له و بیهوش کردند و چندین دنده‌اش را شکستند. فرود قایق های نجات نیز خطرناک بود. قایق نجات شماره ۶ در حین فرود تقریباً با تخلیه آب از کنار کشتی غرق شد، اما با موفقیت از کشتی دور شد. قایق نجات شماره ۳، زمانی به فاجعه نزدیک شد که برای مدتی یکی از داویت‌ها گیر کرد و مسافران را تهدید کرد که از قایق نجات بیرون آورده و در دریا می‌اندازد.
در ساعت ۱:۲۰ بامداد، جدیت وضعیت اکنون برای مسافران بالای عرشه آشکار شد؛ آنها شروع به خداحافظی کردند و شوهران، همسران و فرزندان خود را تا قایق های نجات همراهی کردند. هر چند دقیقه یکبار برای جلب توجه کشتی های اطراف، منور خطر شلیک می‌شد و اپراتور های رادیویی بارها سیگنال خطر سی کیو دی را ارسال می‌کردند. هارولد براید (اپراتور رادیویی) به جک فیلیپس پیشنهاد کرد که باید از سیگنال اس او اس استفاده کند، زیرا «شاید آخرین فرصت برای ارسال آن باشد». برخلاف آنچه براید فکر می‌کرد، اس او اس تماس جدیدی نبود و قبلاً بارها از آن استفاده شده بود. ۲ اپراتور رادیویی با کشتی های دیگر تماس گرفتند تا کمک بخواهند. چند کشتی پاسخ دادند، که نزدیکترین آنها آر ام اس کارپاتیا در ۵۸ مایل (۹۳ کیلومتر) دورتر از تایتانیک بود. آن کشتی بسیار کندتر از تایتانیک بود و حتی با حداکثر سرعت ۱۷ گره (۲۰ مایل بر ساعت / ۳۱ کیلومتر بر ساعت) رانده شد؛ ۴ ساعت طول کشید تا به کشتی در حال غرق شدن برسد. کشتی دیگری که پاسخ داد اس اس مونت تمپل بود که مسیری را تعیین کرد و به سمت موقعیت تایتانیک حرکت کرد، اما در مسیر توسط توده یخ متوقف شد.
بسیار نزدیکتر، اس اس کالیفرنیا بود که چند ساعت قبل به تایتانیک درباره یخ هشدار داده بود. استنلی لرد (ناخدای اس اس کالیفرنیا) که از گرفتار شدن کشتی خود در یک میدان بزرگ از یخ در حال حرکت نگران بود، در حدود ساعت ۲۲:۰۰ تصمیم گرفته بود تا آخر شب توقف کند و منتظر روشنایی روز بماند تا راهی برای عبور از میدان یخی پیدا کند. در ساعت ۲۳:۳۰ (۱۰ دقیقه قبل از برخورد تایتانیک به کوه یخ)، سیریل ایوانز (اپراتور رادیویی اس اس کالیفرنیا) دستگاه خود را برای شب تعطیل کرد و به رختخواب رفت. بر روی پل، چارلز گرووز (افسر سوم اس اس کالیفرنیا) کشتی بزرگی را دید که به سمت راست در فاصله ۱۰ تا ۱۲ مایلی (۱۶ تا ۱۹ کیلومتری) قرار داشت. چرخشی ناگهانی به بندرگاه کرد و متوقف شد. اگر اپراتور رادیویی اس اس کالیفرنیا ۱۵ دقیقه بیشتر در پست خود می ماند، ممکن بود جان صدها نفر نجات یابد. کمی بیش از ۱ ساعت بعد، هربرت استون (افسر دوم اس اس کالیفرنیا) ۵ راکت سفید را دید که در بالای کشتی متوقف شده منفجر شد. او که مطمئن نبود معنی موشک‌ها چیست، با کاپیتان لرد که در اتاق خواب استراحت میکرد، تماس گرفت و مشاهده را گزارش کرد. لرد به این گزارش عمل نکرد، اما استون نگران شد. او به یکی از همکارانش گفت: «کشتی قرار نیست بیهوده در دریا راکت شلیک کند.»
در این زمان، برای کسانی که در تایتانیک بودند مشخص بود که کشتی واقعاً در حال غرق شدن است و مکان قایق نجات کافی برای همه وجود نخواهد داشت. برخی هنوز به این امید چسبیده بودند که بدترین اتفاق رخ نخواهد داد؛ وقتی الویز هیوز اسمیت التماس کرد که آیا لوسیان (شوهر دو ماهه‌اش) می تواند با او برود، کاپیتان اسمیت او را نادیده گرفت و دوباره از طریق بلندگوی خود پیام «ابتدا زنان و کودکان» را فریاد زد. لوسیان گفت: «به این موضوع اهمیتی نده کاپیتان! میبینم که او سوار قایق میشود.» قبل از اینکه به الویز بگوید، گفت: «هرگز انتظار نداشتم از تو بخواهم که اطاعت کنی، اما همین یک بار است که باید اطاعت کنی. این فقط یک موضوع است که اول زن و بچه داشته باشیم. این کشتی به طور کامل مجهز است و همه کسانی که در آن هستند، نجات خواهند یافت.» تیلی تاوسیگ باید از شوهرش (امیل تاوسیگ) دور می‌شد و همراه دخترش به قایق نجات شماره ۸ می‌رفت. وقتی سلنی یاسبک دید که شوهرش قرار نیست در قایق به او بپیوندد، بیهوده تلاش کرد تا به سمت او بازگردد؛ زیرا قایق به سمت دریا می‌افتاد. هاروی (شوهر شارلوت کالیر) در حالی که ۲ دریانورد او را به داخل قایق نجات می‌بردند، همسرش را صدا کرد: «برو، لوتی! به خاطر خدا، شجاع باش و برو! من در یک قایق دیگر می‌نشینم!» هیچ یک از این دو جان سالم به در نبردند.
زوج های دیگر حاضر به جدایی نشدند. ایدا استراوس به شوهرش (ایزیدور استراوس) که یکی از مالکان فروشگاه بزرگ میسیز و عضو سابق مجلس نمایندگان ایالات متحده بود، گفت: «ما سال‌هاست که با هم زندگی می‌کنیم. هر جا که تو بروی، من می‌روم.» آنها روی یک جفت صندلی عرشه نشستند و منتظر پایان خود بودند. بنجامین گوگنهایم (صنعتگر) جلیقه نجات و ژاکت خود را به کلاه و لباس شب درآورد و اعلام کرد که می‌خواهد مانند یک جنتلمن پایین بیاید.
در این مرحله، اکثریت قریب به اتفاق مسافرانی که سوار قایق های نجات شده بودند از کلاس یک و دو بودند. تعداد کمی از مسافران کلاس سوم خود را به عرشه رسانده بودند و بیشتر آنها هنوز در پیچ و خم راهروها گم شده بودند یا در پشت دروازه‌ها و پارتیشن‌هایی محبوس بودند که محل اقامت مسافران کلاس سوم را از مناطق درجه یک و دو جدا می‌کرد. این جداسازی صرفاً به دلایل اجتماعی نبود، بلکه یکی از الزامات قوانین مهاجرت ایالات متحده بود که به منظور کنترل مهاجرت و جلوگیری از گسترش بیماری های عفونی، مسافران درجه سه را الزامی میکرد. مسافران درجه یک و دو در کشتی های فراآتلانتیک در اسکله های اصلی منهتن پیاده شدند، اما مسافران درجه سه مجبور بودند در جزیره الیس بررسی های بهداشتی و پردازش را انجام دهند. حداقل در برخی از نقاط، خدمه تایتانیک به نظر می‌رسد که به طور فعال مانع از فرار مسافران درجه سوم شده‌اند. ظاهراً برخی از دروازه‌ها برای جلوگیری از هجوم مسافران درجه سوم به قایق های نجات توسط خدمه قفل و محافظت می‌شدند. مارگارت مورفی (بازمانده ایرلندی) در می ۱۹۱۲ نوشت: «قبل از اینکه همه مسافران درجه سوم حتی شانسی برای زندگی داشته باشند، ملوانان تایتانیک درها و راه های همراهی را که از بخش کلاس سوم منتهی می‌شد، بستند… انبوهی از مردان در تلاش بودند که به یک عرشه بالاتر بروند و همه با ملوانان کتک کاری می‌کردند و می‌جنگیدند و به آنها دشنام می‌دادند. زنان و چند کودک آنجا دعا و گریه می‌کردند. سپس ملوانان دریچه های منتهی به بخش درجه سه را محکم کردند. آنها گفتند که می‌خواهند هوا را در آنجا نگه دارند تا کشتی بتواند مدت بیشتری بیدار بماند. این بدان معنی بود که تمام امید برای کسانی که هنوز آنجا بودند از بین رفته بود.»
یک مسیر طولانی و پر پیچ و خم باید طی می‌شد تا به عرشه رسید. محل اقامت درجه سه در عرشه های C تا G واقع شده بود و در انتهای انتهایی عرشه قرار داشت و به همین ترتیب دورترین مکان از قایق های نجات بود. در مقابل، اقامتگاه درجه یک در عرشه های بالایی قرار داشت و به همین ترتیب نزدیکترین بود. بنابراین نزدیکی به قایق های نجات به یک عامل کلیدی در تعیین اینکه چه کسی سوار آنها میشود، تبدیل شد. همچنین بسیاری از مسافران درجه سه، انگلیسی نمی‌دانستند یا صحبت نمی‌کردند. شاید تصادفی نبود که مهاجران ایرلندی انگلیسی‌زبان به‌طور نامتناسبی در بین مسافران درجه سومی که جان سالم به در بردند، حضور داشتند. بسیاری از کسانی که زنده ماندند، جان خود را مدیون جان ادوارد هارت (مهماندار درجه سوم) بودند که ۳ بار داخل کشتی را سیاحت کرد تا گروه‌هایی از مسافران درجه سه را تا عرشه قایق همراهی کند. برخی دیگر از دروازه های باز راه خود را طی کردند یا از نردبان های اضطراری بالا رفتند.
برخی که شاید از همه چیز غرق شده بودند، هیچ تلاشی برای فرار نکردند و در کابین خود ماندند یا در اتاق غذاخوری درجه سوم برای دعا جمع شدند. چارلز هندریکسون (آتش نشان پیشتاز) انبوهی از مسافران درجه سه را با صندوق و دارایی‌هایشان در زیر عرشه دید، انگار منتظر کسی بودند که آنها را هدایت کند. وین کریگ وید (روانشناس) این را به «انفعال رواقی» نسبت می‌دهد که نسل‌ها از مافوق اجتماعی به آنها گفته‌اند که چه باید بکنند. آگوست ونرستروم (یکی از مسافران درجه سومی که نجات یافت) بعداً اظهار داشت که بسیاری از همراهانش برای نجات خود تلاشی نکرده‌اند. او نوشت: «صدها نفر در یک دایره [در سالن غذاخوری درجه سوم] با یک واعظ در وسط، دعا می‌کردند، گریه می‌کردند، از خدا و مریم می‌خواستند که به آنها کمک کنند. آنها آنجا دراز کشیدند و فریاد زدند و هرگز دستی برای کمک به خود بلند نکردند. آنها قدرت اراده خود را از دست داده بودند و از خدا انتظار داشتند که همه کارها را برای آنها انجام دهد.»

#### راه اندازی آخرین قایق های نجات
تا ساعت ۱:۳۰ بامداد، زاویه رو به پایین تایتانیک در حال افزایش بود، اما با افزایش شیب به بندرگاه کشتی، بیشتر از ۵ درجه نبود. وخامت اوضاع در لحن پیام های ارسال شده از کشتی منعکس شد؛ در ساعت ۱:۲۵ بامداد، پیغام داد که «زنان سوار قایق‌ها می‌شوند». در ساعت ۱:۳۵ بامداد، پیغام داد که «موتورخانه در حال آبگرفتگی است». در ساعت ۱:۴۵ بامداد، پیغام داد که «موتورخانه تا دیگ های بخار پر شده است». این آخرین سیگنال قابل درک تایتانیک بود که با شروع از کار افتادن سیستم الکتریکی کشتی ارسال شد. پیام های بعدی درهم و نامفهوم بود. با این حال، دو اپراتور رادیویی تقریباً تا آخر به ارسال پیام های خطر ادامه دادند.
قایق های باقی مانده بسیار نزدیک به ظرفیت و با عجله فزاینده پر شدند. قایق نجات شماره ۱۱ با ۵ نفر بیشتر از ظرفیت اسمی خود پر شد. با پایین آمدن آن، تقریباً توسط آب پمپاژ شده از کشتی، غرق شد. قایق نجات شماره ۱۳ به سختی از همین مشکل جلوگیری کرد، اما سرنشینان نتوانستند طناب‌هایی که قایق از آن پایین آمده بود را رها کنند. هنگام پایین آمدن، مستقیماً زیر قایق نجات شماره ۱۵ به سمت عقب حرکت کرد. طناب‌ها به موقع قطع و هر دو قایق به سلامت دور شدند.
اولین علائم وحشت زمانی مشاهده شد که گروهی از مسافران مرد سعی کردند با عجله قایق نجات شماره ۱۴ سمت بندرگاه را در حالی که با ۴۰ سرنشین در حال فرود آمدن بود، برانند. هارولد لو (افسر پنجم تایتانیک) که مسئولیت قایق را برعهده داشت، برای کنترل جمعیت بدون آسیب رساندن، ۳ تیر اخطار به هوا شلیک کرد. ۵ دقیقه بعد، قایق نجات شماره ۱۶ پایین آمد. در میان مسافران کشتی، وایولت جساپ (مهماندار) بود که ۴ سال بعد در جنگ جهانی اول از غرق شدن یکی از کشتی های خواهر تایتانیک به نام بریتانیک نیز جان سالم به در برد. قایق تاشو C در ساعت ۱:۴۰ بامداد از منطقه سمت راست عرشه کاملاً خالی از مردم راه اندازی شد، زیرا اکثر کسانی که روی عرشه بودند به سمت پاشنه کشتی حرکت کرده بودند. روی این قایق بود که جی بروس اسمای (رئیس و مدیرعامل وایت استار لاین) با فرار از کشتی به جنجالی‌ترین بازمانده تایتانیک تبدیل شد؛ عملی که بعداً به عنوان بزدلی محکوم شد.
در ساعت ۱:۴۰ بامداد، قایق نجات شماره ۲ پایین آمد. در حالی که هنوز در سطح عرشه بود، لایتولر قایق را پیدا کرده بود که توسط مردانی اشغال شده بود که او بعداً نوشت: «نه بریتانیایی بودند و نه از نژاد انگلیسی‌زبان... [بلکه] از دسته وسیعی بودند که دریانوردان آن را به عنوان داگو میشناختند.» بعد از اینکه با تهدید با هفت تیر خالی آنها را بیرون کرد، نتوانست زن و بچه کافی برای پر کردن قایق پیدا کند و آن را با تنها ۲۵ سرنشین از ۴۰ ظرفیت ممکن پایین آورد. جان جیکوب آستور همسرش را در ساعت ۱:۵۵ بامداد با قایق نجات شماره ۴ به محل امنی برد، اما لایتولر از ورودش امتناع کرد، حتی اگر ۲۰ صندلی از ۶۰ صندلی در کشتی خالی بود.
آخرین قایقی که راه اندازی شد، قایق تاشو D بود که در ساعت ۲:۰۵ بامداد با ۲۵ سرنشین حرکت کرد؛ دو مرد دیگر هنگام پایین آمدن قایق روی آن پریدند. آب به عرشه کشتی رسیده بود و سینه‌گاه کشتی در اعماق آب بود. یکی از مسافران درجه یک به نام ادیث کورس ایوانز جای خود را در قایق رها کرد و در نهایت در این فاجعه جان باخت. او یکی از تنها ۴ زن کلاس اول بود که در غرق شدن جان خود را از دست داد. چند نفر از بازماندگان، از جمله یوجین دالی (مسافر کلاس سوم) و جورج ریمز (مسافر کلاس اول) ادعا کردند که افسری را دیده‌اند که در حین عجله برای یک قایق نجات به ۱ یا ۲ مرد شلیک کرده و سپس به خود شلیک کرده است. شایعه شده بود که افسر مرداک بوده است.
طبق گزارش‌ها، توماس اندروز آخرین بار پس از ساعت ۲:۰۵ بامداد در اتاق سیگار درجه یک دیده شد و ظاهراً هیچ تلاشی برای فرار نمی‌کرد. با این حال، گزارش های دیگر حاکی از آن است که اندروز ممکن است قبل از ساعت ۱:۴۰ بامداد در اتاق سیگار بوده باشد و سپس به کمک به تخلیه ادامه داده است؛ گزارش شده است که او در حال پرتاب صندلی های عرشه به داخل اقیانوس برای مسافران در آب دیده شده است و شاید برای جستجوی کاپیتان اسمیت به سمت پل می‌رود. کاپیتان اسمیت آخرین بازدید از عرشه را انجام داد و به اپراتور های رادیویی و سایر خدمه گفت: «حالا هر کسی برای خودش است.» و به مردانی که سعی در راه اندازی قایق تاشو A داشتند، گفت: «خب پسران، تمام تلاش خود را برای زنان و بچه‌ها انجام دهید و مراقب خودتان باشید.» و درست قبل از شروع غرق شدن نهایی کشتی به پل بازگشت. تصور می‌شود که او ممکن است تصمیم گرفته باشد که با کشتی خود به پایین برود و هنگام غرق شدن پل، روی پل جان باخته باشد. با این حال، چندین بازمانده از جمله هارولد براید، اسمیت را دیدند که از روی پل پرید. سسیل فیتزپاتریک (مهماندار سالن غذاخوری) مدعی شد که اندروز را دیده است که با اسمیت از دریا پریده است.
در حالی که بیشتر مسافران و خدمه به سمت پاشنه کشتی حرکت می‌کردند، جایی که توماس بایلز (مسافر درجه دو) در حال شنیدن اعترافات و بخشش بود، گروه موسیقی تایتانیک بیرون از سالن بدنسازی می‌نواخت. تایتانیک، ۲ گروه موسیقی مجزا داشت. یکی ۵ نفری به رهبری والاس هارتلی بود که بعد از شام و در مراسم مذهبی می‌نواختند و دیگری ۳ نفری بود که در قسمت پذیرش و بیرون از کافه و رستوران می‌نواختند. این دو گروه، کتابخانه‌ها و تنظیمات جداگانه‌ای داشتند و قبل از غرق شدن با هم نوازندگی نکرده بودند. حدود ۳۰ دقیقه پس از برخورد با کوه یخ، دو گروه احتمالاً توسط هیو والتر مک الروی (صندوقدار ارشد) یا کاپیتان اسمیت فراخوانده شدند و به آنها دستور دادند که در سالن کلاس اول بنوازند. مسافران حاضر، آنها را با نواختن آهنگ های پر جنب و جوش مانند «گروه رگتایم الکساندر» به یاد می‌آورند. مشخص نیست که این دو نوازنده پیانو در حال حاضر همراه گروه بودند یا خیر. زمان دقیق مشخص نیست، اما نوازندگان بعداً به سطح عرشه ورودی درجه یک نقل مکان کردند. بر خلاف تصور، هیچ مدرکی وجود ندارد که آنها روی عرشه حرکت کرده‌اند، اما در داخل ماندند؛ زیرا ادوارد براون (مهماندار) ادعا کرد که آنها را در بالای راه پله در ورودی درجه یک دیده است.
بخشی از فولکلور ماندگار غرق شدن کشتی تایتانیک این است که نوازندگان سرود «خدای من به تو نزدیکتر است» را هنگام غرق شدن کشتی پخش کردند، اگرچه برخی این را مشکوک می‌دانند. با این وجود، این ادعا در میان اولین گزارش‌ها از غرق شدن ظاهر شد و این سرود به قدری با فاجعه تایتانیک مرتبط شد که میله های افتتاحیه آن بر روی بنای یادبود والاس هارتلی (رهبر ارکستر تایتانیک) حک شد. آرچیبالد گریسی قاطعانه آن را در حساب خود که بلافاصله پس از غرق شدن نوشته بود، رد کرد و هارولد براید گفت که او صدای گروه موسیقی را شنیده است که رگتایم می‌نوازد؛ سپس «پاییز» که شاید منظور او والس «رویای پاییزی» محبوب آن زمان آرچیبالد جویس بوده است. جورج اورل (رهبر ارکستر کشتی نجات کارپاتیا) که با بازماندگان صحبت کرد، گفت: «انتظار می‌رود که گروه موسیقی کشتی در هر شرایط اضطراری برای آرام کردن مسافران بنوازند. پس از برخورد تایتانیک به کوه یخ، گروه موسیقی شروع به پخش موسیقی روشن و موسیقی رقص و آهنگ های طنز و هر چیزی که از وحشت زده شدن مسافران جلوگیری می‌کرد، کرد... مسافران وحشت زده مختلف شروع به فکر کردن به مرگی کردند که با آنها روبرو شد و از مدیر گروه موسیقی خواستند که سرودهایی بنوازد. سرودی که برای همه جذاب بود، «خدای من به تو نزدیکتر است» بود.
به گفته گریسی، آهنگ‌هایی که گروه موسیقی پخش می‌کرد «شاد» بود، اما او هیچ‌کدام از آنها را نمی‌شناخت. گفت که اگر «خدای من به تو نزدیکتر است» را می‌نواختند، «باید متوجه آن می‌شد و آن را یک بی‌تدبیری می‌پنداشت. هشدار مرگ فوری برای همه ما و یکی ممکن است باعث ایجاد وحشت شود». چندین بازمانده از جمله براون که از آخرین کسانی بودند که کشتی را ترک کردند، گفتند که گروه موسیقی تا شروع غرق شدن نهایی کشتی به نواختن خود ادامه داد. گریسی گفت که گروه موسیقی حداقل 30 دقیقه قبل از غرق شدن کشتی، نواختن را متوقف کرد. الجرنون هنری بارکورث (مسافر درجه یک) گفت: «من نمی‌خواهم شجاعت کسی را کم کنم، اما می‌توانم اشاره کنم که وقتی برای اولین بار روی عرشه آمدم، گروه موسیقی در حال نواختن والس بود. دفعه بعد از جایی که گروه مستقر بود رد شدم، اعضا ابزار خود را به زمین انداخته بودند و دیده نمی‌شدند.» گروه موسیقی می‌توانست برای بازیابی کمربند نجات خود به‌طور موقت نواختن را متوقف کند و سپس از سر گرفته شود.
براید هنگام خروج از کابین رادیو که در حال حاضر غرق شده بود، در شرکت اپراتور رادیو دیگر (جک فیلیپس)، صدای نواختن گروه موسیقی را شنید. او با خدمه‌ای که براید فکر می‌کرد «متصدی سوخت کوره یا کسی از زیر عرشه» است، جنگیده بود که مخفیانه وارد کابین رادیو شده بود و تلاش کرده بود کمربند نجات فیلیپس را بدزدد. براید بعداً نوشت: «من وظیفه‌ام را انجام دادم. امیدوارم [کار مرد را] تمام کرده باشم. نمی‌دانم. او را در کف کابین اتاق رادیو رها کردیم و او حرکت نمی‌کرد.» ۲ اپراتور رادیویی در جهت مخالف رفتند؛ فیلیپس به عقب به سمت پاشنه کشتی و براید به جلو به سمت قایق نجات تاشو B حرکت کرد. در همین حال، فیلیپس به طرز مشکوکی جان خود را از دست داد. اطلاعات متناقض منجر به این باور عمومی شد که فیلیپس احتمالاً موفق شده است خود را به قایق نجات تاشو B برساند که مسئولیت آن بر عهده چارلز لایتولر (افسر دوم تایتانیک) به همراه براید بود، اما شب دوام نیاورد. براید در مصاحبه خود با نیویورک تایمز گفت که مردی از قایق B مرده است و هنگامی که او سوار بر کارپاتیا شد، دید که آن مرد، فیلیپس است.
گریسی نیز در حال حرکت به سمت عقب بود، اما هنگامی که به سمت پاشنه کشتی حرکت کرد، متوجه شد که مسیرش توسط «انبوهی از انسان‌ها در عمق چند خط که عرشه کشتی پوشانده‌اند»، مسدود شده است؛ صدها مسافر درجه سه که سرانجام درست در زمانی که آخرین قایق های نجات حرکت کردند، به عرشه رسیدند. او از فکر رفتن به عقب دست کشید و برای دور شدن از جمعیت به داخل آب پرید.

#### آخرین دقایق غرق شدن
در حدود ساعت ۲:۱۵ بامداد، زاویه تایتانیک در آب به سرعت شروع به افزایش کرد؛ زیرا آب از طریق دریچه های عرشه، قسمت‌هایی از کشتی که قبلاً زیر آب نرفته بود را پر کرد. افزایش ناگهانی زاویه او که یکی از بازماندگان آن را «موج غول پیکر» نامید، باعث شد که از انتهای جلوی عرشه در امتداد کشتی شسته شود و بسیاری از مردم را در خود غرق کند. کسانی از جمله جیمز پاول مودی (افسر ششم تایتانیک) و آرچیبالد گریسی که سعی در راه اندازی قایق های تاشو A و B داشتند، همراه با آن دو قایق از بین رفتند (قایق B به صورت وارونه و هارولد براید زیر آن گیر افتاده بود و قایق A تا حدودی غرق شده و دو طرف آن بالا نیامده بود). براید و گریسی در قایق B زنده ماندند، اما مودی جان خود را از دست داد.
چارلز لایتولر (افسر دوم تایتانیک) که تلاش کرده بود تا قایق تاشو B را راه اندازی کند، متوجه شد که رفتن به سمت پاشنه کشتی بیهوده خواهد بود و از پشت بام اتاق افسران شیرجه زد. لایتولر ضرب آب را مانند «۱,۰۰۰ چاقویی که به بدن یک نفر فرو می‌کنند» توصیف کرد. لایتولر با رسیدن به سطح آب، لانه کلاغ کشتی را که اکنون همسطح آب بود، دید و شروع به شنا کردن به سمت آن به عنوان مکانی امن کرد. سپس، هنگامی که آب به یکی از هواکش های جلوی کشتی سرازیر شد، لایتولر از زیر آن مکیده شد. او مدتی در اثر فشار آب ورودی به توری چسبید تا اینکه «یک انفجار هوای گرم» از اعماق کشتی از هواکش بیرون زد و او را به سطح آب در کنار قایق تاشو واژگون شده B پرتاب کرد. او سپس متوجه شد که به دلیل وزن ششلول وبلی (۱.۱ کیلوگرم) که در جیب کتش حمل می‌کرد، نمی‌تواند به درستی شنا کند؛ بنابراین به سرعت آن را دور انداخت. به دنبال آن، او قایق تاشو B را دید که به صورت وارونه شناور بود و چندین شناگر به آن آویزان بودند. او به سمت آن شنا کرد و در جلو به یک طناب چسبید. سپس دودکش جلویی کشتی شکسته شد و به آب برخورد کرد و موجی ایجاد کرد که آن قایق را به فاصله ۵۰ یارد (۴۵.۷۲ متر) از کشتی در حال غرق شدن دور کرد؛ چندین نفر از جمله چارلز دوان ویلیامز (مسافر درجه یک) که در آب دست و پا می‌زدند را تا حد مرگ له کرد، اما لایتولر که در کنار آنها بود، جان سالم به در برد. کسانی که هنوز در کشتی بودند، احساس می‌کردند که ساختار او در اثر فشار های شدید می‌لرزد. همان‌طور که جک تایر (مسافر درجه یک) توصیفش کرد: «گهگاه صدایی خفه شده یا انفجاری در داخل کشتی شنیده می‌شد. حالا، بدون هیچ هشداری به نظر می‌رسید که او به جلو و با زاویه حدود ۱۵ درجه به داخل آب حرکت کرد. این حرکت با هجوم آب به سمت ما با صدای غرشی همراه با انفجار های خفه‌تر بود. مثل ایستادن زیر یک پل راه آهن فولادی بود در حالی که یک قطار سریع السیر از بالای سرش می‌گذرد که با سر و صدای یک کارخانه فولاد فشرده و شکستگی گسترده چین در هم آمیخته شده بود.»
شاهدان عینی در حالی که کشتی در آب به سمت پایین کج می‌شد، پاشنه کشتی را دیدند که در هوا به سمت بالا می‌رفت. گفته می‌شود که به زاویه ۳۰ تا ۴۵ درجه رسیده است، همانطور که لارنس بیزلی بعداً بیان کرد: «ظاهراً حول مرکز جاذبه دقیقاً در انتهای میان کشتی‌ها می‌چرخد.» بسیاری از بازماندگان صدای بزرگی را توصیف کردند که برخی آن را به انفجار دیگ های بخار نسبت دادند. بیزلی آن را به‌عنوان «تا حدودی ناله، تا حدودی لرزش و تا حدودی در هم کوبیدن و یک غرش ناگهانی که مانند انفجار نبود؛ پی در پی برای چند ثانیه، احتمالاً ۱۵ تا ۲۰ ثانیه» ادامه یافت. او آن را به این نسبت داد که «موتورها و ماشین‌آلات از پیچ و مهره‌ها و یاتاقان‌هایشان شل می‌شوند و از میان محفظه‌ها می‌افتند و همه چیز را در سر راهشان خرد می‌کنند».
پس از ۱ دقیقه دیگر، چراغ های کشتی یک بار چشمک زدند و سپس برای همیشه خاموش شدند و تایتانیک را در تاریکی فرو برد. جک تایر به یاد می‌آورد که «گروه‌هایی متشکل از ۱,۵۰۰ نفر را دیده است که هنوز سرنشین بودند و به‌صورت دسته‌ها یا دسته‌هایی مانند زنبور های ازدحامی به هم چسبیده بودند؛ فقط برای سقوط دسته‌جمعی، جفت یا منفرد به‌عنوان قسمت بزرگ پاشنه کشتی، ۲۵۰ فوت (۷۶.۲ متر) از آن به آسمان بلند شد.»

#### آخرین لحظات تایتانیک
تایتانیک در معرض نیرو های مخالف شدید قرار گرفت (سینه کشتی او را به پایین می‌کشید، در حالی که هوای داخل پاشنه کشتی او را به سطح آب نگه می‌داشت) که در ناحیه دریچه موتورخانه که یکی از ضعیفترین نقاط ساختار کشتی بود، متمرکز شده بود. مدت کوتاهی پس از خاموش شدن چراغ‌ها، کشتی از هم جدا شد. سینه کشتی غرق شده ممکن است برای مدت کوتاهی به وسیله صفحه های آهن ته کشتی به پاشنه کشتی چسبیده باشد، پاشنه کشتی را قبل از جدا شدن تا زاویه بالایی کشیده و پاشنه کشتی را برای چند لحظه بیشتر به حالت شناور رها کرده است. قسمت جلوی پاشنه کشتی خیلی سریع آب گرفته و باعث کج شدن آن می‌شود و سپس برای مدت کوتاهی ته نشین می‌شود تا غرق شود. کشتی در ساعت ۲:۲۰ بامداد (۲ ساعت و ۴۰ دقیقه پس از برخورد با کوه یخ) از دید ناپدید شد. جک تایر گزارش داد که روی سطح آب می‌چرخد و «به تدریج عرشه‌اش را از ما دور می‌کند، گویی می‌خواهد این منظره وحشتناک را از دید ما پنهان کند… سپس، با سر و صدای بی جان شده ناشی از ترکیدن چند دیوارپوش بزرگ آخرش، او بی سر و صدا از ما دور شد و به دریا رفت.»
افسران بازمانده تایتانیک و برخی از بازماندگان برجسته شهادت دادند که کشتی به صورت یک تکه غرق شده است، اعتقادی که توسط تحقیقات بریتانیا و آمریکا در مورد فاجعه تأیید شد. آرچیبالد گریسی که همراه با گروه روی عرشه تفرجگاه بود، اظهار داشت که «عرشه های تایتانیک در زمان غرق شدن دست‌نخورده بود و وقتی من با او غرق شدم، بیش از هفت شانزدهم کشتی در زیر آب بود و هیچ نشانه‌ای از شکست قریب الوقوع عرشه یا کشتی وجود نداشت.» رابرت بالارد استدلال کرد که بسیاری از گزارش های بازماندگان دیگر نشان می‌دهد که کشتی در حین غرق شدنش به دو نیم شده است. از آنجایی که اکنون مشخص شده است که موتورها همراه با بیشتر دیگ های بخار در جای خود باقی مانده‌اند، «صدای بزرگ» شنیده شده توسط شاهدان و نشست لحظه‌ای پاشنه کشتی احتمالاً ناشی از شکسته شدن کشتی بوده است تا شل شدن اتصالاتش یا انفجارات دیگ بخار.
دو نظریه اصلی در مورد اینکه چگونه کشتی به دو قسمت تقسیم شد وجود دارد؛ نظریه «از بالا به پایین» و نظریه «منگوت» که به نام خالق آن، روی منگوت نامگذاری شده است. نظریه محبوب‌تر «از بالا به پایین» بیان می‌کند که فروپاشی بر روی نقطه ضعف ساختاری در ورودی اولین اتاق دیگ بخار متمرکز بود و این فروپاشی ابتدا در عرشه های بالایی قبل از ساقط شدن صفحه های آهن ته کشتی شکل گرفت. فروپاشی، کشتی را کاملاً تا دو کف جدا کرد که به عنوان یک لولا عمل می‌کرد و سینه کشتی و پاشنه کشتی را به یکدیگر متصل می‌کرد. از این جهت، سینه کشتی می‌توانست تا زمانی که دو کف کشتی شکست خورد و در نهایت هر دو بخش کشتی از هم جدا شدند، پاشنه کشتی را پایین بکشد. نظریه «منگوت» فرض می‌کند که کشتی از نیرو های فشاری شکسته است و نه تنش شکست که منجر به شکستگی از پایین به بالا می‌شود. در این مدل، ابتدا دو کف کشتی از کار افتاد و مجبور شد به سمت بالا در عرشه های پایینی بچسبد؛ زیرا شکستگی به عرشه های بالایی می‌رسید. کشتی توسط عرشه B که دارای ۶ صفحه دوبلور بزرگ بود، قطعات فولادی ذوزنقه‌ای که برای جلوگیری از ایجاد شکاف در دودکش در دریا بود که به‌عنوان حائل عمل می‌کرد و شکستگی‌ها را دور می‌کرد، نگه داشت. همانطور که محتویات بدنه از کشتی بیرون ریخت، عرشه B از کار افتاد و باعث شد تا برج عقب کشتی و روبنا های برج جلوی کشتی از پاشنه کشتی جدا شوند؛ زیرا سینه کشتی آزاد شد و غرق شد.
پس از فرو رفتن آنها به زیر، سینه کشتی و پاشنه کشتی تنها حدود ۵ تا ۶ دقیقه طول کشید تا ۳,۷۹۵ متر (۱۲,۴۵۱ فوت) غرق شوند و ردپایی از ماشین آلات سنگین، تن‌ها زغال سنگ و مقادیر زیادی زباله از داخل تایتانیک ریخته شود. دو قسمت کشتی با فاصله حدود ۶۰۰ متری (۲,۰۰۰ فوت) از هم بر روی یک ناحیه موج‌دار ملایم از بستر دریا فرود آمدند. بخش کارآمد سینه کشتی تقریباً با زاویه‌ای که روی سطح گرفته بود، به پایین آمدن خود ادامه داد و با سرعت تخمینی ۲۵ تا ۳۰ مایل بر ساعت (۴۰ تا ۴۸ کیلومتر بر ساعت) از جلو با زاویه‌ای کم عمق به کف دریا برخورد کرد. حرکت آن باعث شد که یک گودال عمیق در بستر دریا حفر کند و قبل از اینکه ناگهان متوقف شود، آن قسمت را تا عمق ۲۰ متری (۶۶ فوت) در رسوب مدفون کرد. کاهش ناگهانی سرعت باعث شد ساختار سینه کشتی دقیقاً جلوتر از پل، چندین درجه به سمت پایین خم شود. عرشه‌ها در انتهای عقب بخش سینه کشتی که قبلاً در طول شکست ضعیف شده بودند، یکی روی دیگری فرو ریخت.
به نظر می‌رسد که بخش پاشنه کشتی تقریباً به صورت عمودی پایین آمده است، احتمالاً هنگام سقوط می‌چرخد. مخازن خالی و بستاب‌ها در حین پایین آمدن منفجر شدند، ساختار را پاره کردند و دنده های فولادی عرشه پاشنه کشتی را به عقب تا کردند. این بخش با چنان قدرتی فرود آمد که خود را در عمق ۱۵ متری (۴۹ فوت) روی سکان مدفون کرد. عرشه‌ها روی هم قرار گرفتند و روکش بدنه به طرفین پخش شد. پس از غرق شدن کشتی تا چند ساعت خرده‌هایش در بستر دریا سقوط می‌کردند.

#### مسافران و خدمه در آب
بلافاصله پس از غرق شدن کشتی، صدها نفر در اقیانوس یخی مانده بودند که توسط خرده های کشتی احاطه شده بودند. متلاشی شدن تایتانیک در هنگام فرود او به بستر دریا باعث شد که خرده های شناور آن از جمله تیر های چوبی، در های چوبی، مبلمان، صفحه‌ها و تکه های چوب پنبه از دیوارها با سرعت به سطح آب بروند. اینها تعدادی از شناگران را مجروح و احتمالاً کشته‌اند. دیگران از این خرده‌ها برای شناور نگه داشتن خود استفاده کردند.
با دمای -۲ درجه سلسیوس (۲۸ درجه فارنهایت)، آب به‌طور کشنده‌ای سرد بود. غوطه ور شدن ناگهانی در آب یخ زده معمولاً در عرض چند دقیقه به دلایلی از جمله ایست قلبی، تنفس غیر قابل کنترل، شوک سرما و هیپوترمی منجر به مرگ می‌شود؛ تقریباً همه آنها در آب به دلیل ایست قلبی یا سایر واکنش های بدن به یخ زدن آب در عرض ۱۵ تا ۳۰ دقیقه جان خود را از دست دادند. تنها به ۱۳ نفر از آنها کمک شد تا وارد قایق های نجات شوند، با اینکه این قایق‌ها برای ۵۰۰ نفر بیشتر جا داشتند.
کسانی که در قایق های نجات بودند از شنیدن صدای چیزی که لارنس بیزلی می‌گفت، وحشت زده شدند: «من مطمئنم هر احساس ممکن از ترس انسانی، ناامیدی، عذاب، رنجش شدید و خشم کور با نوت‌هایی از تعجب بی نهایت آمیخته شد، گویی هر یک از آنها می‌گفتند: چطور ممکن است که این اتفاق وحشتناک برای من بیفتد که در این تله مرگ گیر بیفتم؟» جک تایر آن را با صدای «ملخ در یک شب تابستانی» مقایسه کرد، در حالی که جورج ریمز که لحظاتی قبل از غرق شدن تایتانیک پرید، آن را این‌گونه توصیف کرد: «صدای ناله تاسف باری که هرگز فراموش نخواهم کرد، صدای آن بیچاره‌هایی که در اطراف شناور بودند و درخواست کمک می‌کردند؛ هولناک، مرموز و ماوراء طبیعی بود.»
صدای جیغ و داد و فریاد مردم در آب، شوک بزرگی برای سرنشینان قایق های نجات بود که بسیاری از آنها تا آن لحظه معتقد بودند که همه قبل از غرق شدن کشتی فرار کرده‌اند؛ همانطور که بیزلی بعداً نوشت: «فریادها به صورت رعد و برق، غیر منتظره، غیر قابل تصور و باورنکردنی آمدند. هیچ کس در هیچ یک از قایق‌هایی که در فاصله چند صد یاردی ایستاده بودند، نمی‌توانست از شوک فلج کننده دانستن اینکه در فاصله‌ای کوتاه، یک تراژدی باورنکردنی در عظمتش در حال اجرا بود، فرار کند؛ ما که درمانده بودیم، به هیچ وجه نتوانستیم جلوی آن را بگیریم یا از آن بکاهیم.»
از آنهایی که در آب بودند، تعداد کمی زنده ماندند. در میان آنها آرچیبالد گریسی، جک تایر و چارلز لایتولر بودند که خود را به قایق تاشو واژگون شده B رساندند. حدود ۱۲ خدمه از این قایق بالا رفتند و آنهایی را که می‌توانستند، نجات دادند تا اینکه حدود ۳۵ مرد به‌طور نامطمئنی به بدنه واژگون شده چسبیده بودند. آنها با درک خطر غرق شدن قایق توسط انبوه شناگران در اطرافشان، به آرامی پارو زدند و درخواست های ده‌ها شناگر برای اجازه ورود به قایق را نادیده گرفتند. گریسی در گزارش خود از تحسینی که برای کسانی که در آب بودند نوشت: «در هیچ موردی، خوشحالم که بگویم، آیا هیچ کلمه سرزنشی از یک شناگر به دلیل امتناع از اعطای کمک نشنیدم... [یک امتناع] با صدای مردانه مرد قدرتمندی مواجه شد... خیلی خوب بچه‌ها، موفق باشید و خدا به شما برکت دهد.» گریسی از مردانی از جمله هری سینیور (متصدی سوخت کوره) و آیزاک مینارد (آشپز غذای اصلی) در قایق تاشو B شنیده است که کاپیتان اسمیت در آب نزدیک قایق بوده است. والتر هرست (آتش نشان) گفت که او فکر می‌کند مردی که فریاد زد: «بسیار خوب بچه‌ها، موفق باشید و خدا به شما برکت دهد»، اسمیت است. هرست گفت که اسمیت با گفتن «پسران خوب! بچه های خوب!»، سرنشینان را با «صدای اقتدار» تشویق کرد. هرست که به شدت تحت تأثیر شجاعت شناگر قرار گرفته بود، با پارو به او رسید؛ اما او مرده بود. چند شناگر دیگر به قایق تاشو A که عمودی بود و تا حدودی غرق شده بود، رسیدند. سرنشینان آن مجبور بودند ساعت‌ها در ارتفاع ۱ فوت (۳۰.۴۸ سانتی متر) آب یخ زده بنشینند و بسیاری از آنها در طول شب بر اثر هیپوترمی جان خود را از دست دادند.
دورتر، ۱۸ قایق نجات دیگر که بیشترشان صندلی های خالی داشتند، به سمت محل غرق شدن کشتی حرکت کردند. قایق شماره ۴ که در ۵۰ متری (۱۶۰ فوت) محل غرق شدن کشتی باقی مانده بود، به نظر می‌رسد نزدیکترین بوده است؛ این باعث شده بود که ۲ نفر قبل از غرق شدن کشتی به داخل قایق بیفتند و ۱ نفر دیگر را از آب بگیرند. پس از غرق شدن، ۷ مرد دیگر از آب بیرون کشیده شدند، هرچند ۲ نفر از آنها بعداً جان باختند. قایق تاشو D یک مسافر مرد را که در آب پرید و بلافاصله پس از پایین آمدن قایق به سمت آن شنا کرد، نجات داد. در تمام قایق های دیگر، سرنشینان در نهایت تصمیم گرفتند که از بازگشت خودداری کنند که احتمالاً از ترس واژگون شدن آنها در تلاش بود. برخی اعتراضات خود را به صراحت بیان می‌کنند؛ رابرت هیچنز که مسئول قایق نجات شماره ۶ بود، به زنان سوار بر قایقش گفت که بازگشت فایده‌ای ندارد، زیرا «فقط تعداد زیادی سرمازده در آنجا وجود دارد».
پس از حدود ۲۰ دقیقه، فریادها محو شدند؛ زیرا شناگران در بیهوشی و مرگ فرو رفتند. هارولد لو (افسر پنجم تایتانیک و مسئول قایق نجات شماره ۱۴) قبل از تلاش برای نجات کسانی که در آب بودند، «منتظر بود تا داد و فریادها فروکش کند تا مردم نازک شوند». او ۵ قایق نجات را گرد هم آورد و سرنشینان را بین آنها منتقل کرد تا فضایی را در قایق نجات شماره ۱۴ آزاد کند. او سپس خدمه‌ای متشکل از ۷ خدمه و ۱ مسافر مرد را که داوطلب کمک بودند، برد و به محل غرق شدن کشتی بازگشت. کل عملیات حدود ۳ ربع ساعت (۴۵ دقیقه) طول کشید. زمانی که قایق نجات شماره ۱۴ به محل غرق شدن رسید، تقریباً همه کسانی که در آب بودند مرده بودند و فقط چند صدا هنوز شنیده می‌شد.
لوسی دف-گوردن (همسر کاسمو دف-گوردن)، پس از فاجعه به یاد می‌آورد که «آخرین فریاد از یک مردی بود که با صدای بلند می‌گفت: خدای من! خدای من! به شکلی کسل‌کننده و ناامیدکننده فریاد می‌زد. برای ۱ ساعت تمام تا این فریاد آخر که من از آن صحبت می‌کنم، صدای جیغ های هولناکی شنیده می‌شد که به تدریج در حال ناله‌ای ناامیدکننده بود. سپس همه ساکت شدند». برای برخی از بازماندگان، سکوت مرده‌ای به دنبال داشت که حتی از فریاد کمک هم بدتر بود. هارولد لو و خدمه‌اش ۴ مرد را پیدا کردند که هنوز زنده بودند؛ یکی از آنها اندکی بعد جان خود را از دست داد. در غیر این صورت، تنها چیزی که می‌توانستند ببینند «صدها جسد و کمربند نجات» بود. مرده‌ها «به نظر می‌رسید که در اثر سرما از بین رفته‌اند، زیرا همه دست و پاهایشان منقبض شده بود».
در قایق های دیگر، بازماندگان هیچ کاری نمی‌توانستند بکنند جز اینکه منتظر رسیدن کشتی های نجات باشند. هوا به شدت سرد بود و چند تا از قایق‌ها آب گرفته بودند. بازماندگان نتوانستند غذا یا آب آشامیدنی در قایق‌ها پیدا کنند و بیشتر آنها هیچ چراغی نداشتند. وضعیت مخصوصاً در قایق تاشو B که فقط توسط یک محفظه هوای رو به کاهش در بدنه واژگون شده شناور بود، بد بود. با نزدیک شدن به سپیده دم، باد بلند شد و دریا به طور فزاینده‌ای متلاطم شد و کسانی که در قایق تاشو بودند، مجبور شدند برای حفظ تعادل آن بایستند. عده‌ای که از این مصیبت خسته شده بودند، به دریا افتادند و غرق شدند. برای بقیه به طور پیوسته سخت‌تر می‌شد که تعادل خود را روی بدنه حفظ کنند، زیرا امواج از سراسر بدنه عبور می‌کردند. آرچیبالد گریسی بعداً نوشت که چگونه او و سایر بازماندگانی که روی بدنه واژگون نشسته بودند، تحت تأثیر «درماندگی مطلق موقعیت ما» قرار گرفتند.

#### نجات و خروج
بازماندگان تایتانیک حوالی ساعت ساعت ۴:۰۰ صبح روز ۱۵ آوریل توسط کشتی آر ام اس کارپاتیا که در طول شب با سرعت زیاد و با خطر قابل توجهی بخارپز شده بود، نجات یافتند؛ زیرا کشتی باید از کوه های یخ زیادی در مسیر عبور می‌کرد. چراغ های کارپاتیا برای اولین بار حوالی ساعت ۳:۳۰ صبح مشاهده شد که به شدت بازماندگان را تشویق کرد، اگرچه چندین ساعت بیشتر طول کشید تا همه به کشتی بیایند. سرانجام بیش از ۳۰ مرد در قایق تاشو B موفق شدند سوار ۲ قایق نجات دیگر شوند، اما یکی از بازماندگان درست قبل از انتقال جان خود را از دست داد. قایق تاشو A نیز دچار مشکل بود و اکنون تقریباً غرق شده بود. بیش از نیمی از مسافران یک شبه مرده بودند. بازماندگان باقیمانده از قایق تاشو A به قایق نجات دیگری منتقل شدند و ۳ جسد را در آن قایق به جا گذاشتند که به حال محو شدن رها شد. ۱ ماه بعد توسط یکی از کشتی های مسافربری وایت استار لاین به نام آر ام اس اوشنیک در حالی که اجساد هنوز در قایق بودند، کشف شد.
کسانی که در کارپاتیا بودند، از صحنه‌ای که هنگام طلوع خورشید از آنها استقبال کرد، مبهوت شدند: «زمین های یخی که مانند نقاطی از منظره، اهرام بی شماری از یخ بر روی آنها قرار گرفته‌اند.» کاپیتان آرتور روسترون از کارپاتیا، یخ را در اطراف دید؛ از جمله ۲۰ کوه یخ بزرگ به ارتفاع ۲۰۰ فوت (۶۱ متر) و تعداد زیادی کوه یخ کوچکتر و همچنین تکه های یخ و خرده های تایتانیک. برای مسافران کارپاتیا به نظر می‌رسید که کشتی آنها در وسط دشت سفید وسیعی از یخ قرار دارد که با کوه های یخی که مانند تپه‌هایی در دوردست ظاهر می‌شوند، پوشیده شده است.
هنگامی که قایق های نجات در کنار کارپاتیا جمع شدند، بازماندگان با وسایل مختلف سوار کشتی شدند. برخی به اندازه کافی قوی بودند که از نردبان طنابی بالا بروند؛ دیگران را در زنجیرها و بچه‌ها را در کیسه های پستی بلند کردند. آخرین قایق نجاتی که به کشتی رسید، قایق شماره ۱۲ لایتولر با ۷۴ سرنشین در یک قایق بود که برای حمل ۶۵ نفر طراحی شده بود. همه آنها تا ساعت ۹:۰۰ صبح در کارپاتیا بودند. زمانی که خانواده‌ها و دوستان دوباره به هم پیوستند، صحنه های شادی داشت، اما در بیشتر موارد امیدها از بین رفتند؛ زیرا عزیزانشان دوباره ظاهر نشدند.
در ساعت ۹:۱۵ صبح، دو کشتی دیگر به نام اس اس مونت تمپل و اس اس کالیفرنیا رسیدند که سرانجام با بازگشت اپراتور رادیویی او به خدمت، از فاجعه مطلع شدند؛ اما تا آن زمان دیگر هیچ بازمانده‌ای برای نجات وجود نداشت. کارپاتیا عازم شهر فیومه واقع در اتریش-مجارستان بود، اما از آنجایی که آن کشتی نه فروشگاه و نه امکانات پزشکی برای رسیدگی به بازماندگان داشت، روسترون دستور داد که یک دوره برای بازگشت به نیویورک، جایی که بتوان از بازماندگان به مراقبت کرد، محاسبه کنند. کارپاتیا منطقه را ترک کرد و سایر کشتی‌ها را برای جستجوی نهایی و بی‌ثمر ۲ ساعته رها کرد.

## تلفات و بازماندگان
تعداد تلفات این فاجعه به دلایل مختلفی مشخص نیست؛ از جمله سردرگمی در لیست مسافران که شامل اسامی افرادی بود که در آخرین لحظه سفر خود را لغو کردند و اینکه چندین مسافر به دلایل مختلف با نام مستعار سفر کرده‌اند و در لیست تلفات، مضاعف محسوب می‌شدند. تعداد قربانیان بین ۱,۴۹۰ تا ۱,۶۳۵ نفر اعلام شده است. ارقام زیر از گزارش هیئت تجارت بریتانیا در مورد این فاجعه است:
| مسافران | رده      | تعداد سرنشینان | درصد مجموع سرنشینان | تعداد نجات یافتگان | تعداد از دست رفتگان | درصد نجات یافتگان | درصد از دست رفتگان | درصد مجموع سرنشینان نجات یافته | درصد مجموع سرنشینان از دست رفته |
| ------- | -------- | -------------- | ------------------- | ------------------ | ------------------- | ----------------- | ------------------ | ------------------------------ | ------------------------------- |
| کودکان  | درجه اول | ۶              | ۰.۳٪                | ۵                  | ۱                   | ۸۳٪               | ۱۷٪                | ۰.۲٪                           | ۰.۱٪ >                          |
| کودکان  | درجه دوم | ۲۴             | ۱.۱٪                | ۲۴                 | ۰                   | ۱۰۰٪              | ۰٪                 | ۱.۱٪                           | ۰٪                              |
| کودکان  | درجه سوم | ۷۹             | ۳.۶٪                | ۲۷                 | ۵۲                  | ۳۴٪               | ۶۶٪                | ۱.۲٪                           | ۲.۴٪                            |
| کودکان  | مجموع    | ۱۰۹            | ۵٪                  | ۵۶                 | ۵۳                  | ۵۱٪               | ۴۹٪                | ۲.۵٪                           | ۲.۴٪                            |
| زنان    | درجه اول | ۱۴۴            | ۶.۵                 | ۱۴۰                | ۴                   | ۹۷٪               | ۳٪                 | ۶.۳٪                           | ۰.۲٪                            |
| زنان    | درجه دوم | ۹۳             | ۴.۲٪                | ۸۰                 | ۱۳                  | ۸۶٪               | ۱۴٪                | ۳.۶٪                           | ۰.۶٪                            |
| زنان    | درجه سوم | ۱۶۵            | ۷.۴٪                | ۷۶                 | ۸۹                  | ۴۶٪               | ۵۴٪                | ۳.۴٪                           | ۴٪                              |
| زنان    | خدمه     | ۲۳             | ۱٪                  | ۲۰                 | ۳                   | ۸۷٪               | ۱۳٪                | ۰.۹٪                           | ۰.۱٪                            |
| زنان    | مجموع    | ۴۲۵            | ۱۹.۱٪               | ۳۱۶                | ۱۰۹                 | ۷۴٪               | ۲۶٪                | ۱۴.۲٪                          | ۴.۹٪                            |
| مردان   | درجه اول | ۱۷۵            | ۷.۹٪                | ۵۷                 | ۱۱۸                 | ۳۳٪               | ۶۷٪                | ۲.۶٪                           | ۵.۳٪                            |
| مردان   | درجه دوم | ۱۶۸            | ۷.۶٪                | ۱۴                 | ۱۵۴                 | ۸٪                | ۹۲٪                | ۰.۶٪                           | ۶.۹٪                            |
| مردان   | درجه سوم | ۴۶۲            | ۲۰.۸٪               | ۷۵                 | ۳۸۷                 | ۱۶٪               | ۸۴٪                | ۳.۳٪                           | ۱۷.۴٪                           |
| مردان   | خدمه     | ۸۸۵            | ۳۹.۸٪               | ۱۹۲                | ۶۹۳                 | ۲۲٪               | ۷۸٪                | ۸.۶٪                           | ۳۱.۲٪                           |
| مردان   | مجموع    | ۱,۶۹۰          | ۷۵.۹٪               | ۳۳۸                | ۱,۳۵۲               | ۲۰٪               | ۸۰٪                | ۱۵.۲٪                          | ۶۰.۸٪                           |
| مجموع   | کل       | ۲,۲۲۴          | ۱۰۰٪                | ۷۱۰                | ۱,۵۱۴               | ۳۲٪               | ۶۸٪                | ۳۱.۹٪                          | ۶۸.۱٪                           |

کمتر از یک سوم مسافران تایتانیک از این فاجعه جان سالم به در بردند. برخی از بازماندگان اندکی پس از آن جان باختند؛ صدمات و اثرات قرار گرفتن در معرض بیماری باعث مرگ چند نفر از کسانی شد که به کارپاتیا آمده بودند. از گروه های نشان داده شده در جدول، ۴۹ درصد از کودکان، ۲۶ درصد از زنان و ۸۰ درصد از مردان جان باختند. این ارقام تفاوت های فاحشی را در میزان بقای بین مردان و زنان و طبقات مختلف کشتی تایتانیک به ویژه در میان زنان و کودکان نشان می‌دهد. اگرچه کمتر از ۱۰ درصد از مسافران زن درجه یک و دو از دست رفتند، ۵۴ درصد از مسافران زن درجه سه جان باختند. به طور مشابه، ۵ کودک از ۶ کودک درجه یک و همه کودکان درجه دو زنده ماندند، اما ۵۲ کودک از ۷۹ کودک درجه سه جان باختند. تنها کودک درجه یک که از بین رفت، لورین آلیسون ۲ ساله بود. به تناسب، سنگین‌ترین تلفات را مردان درجه دو متحمل شدند که ۹۲ درصد از آنها جان باختند. از میان حیوانات خانگی که به کشتی آورده شدند، ۳ نفر از غرق شدن جان سالم به در بردند.

## نگارخانه

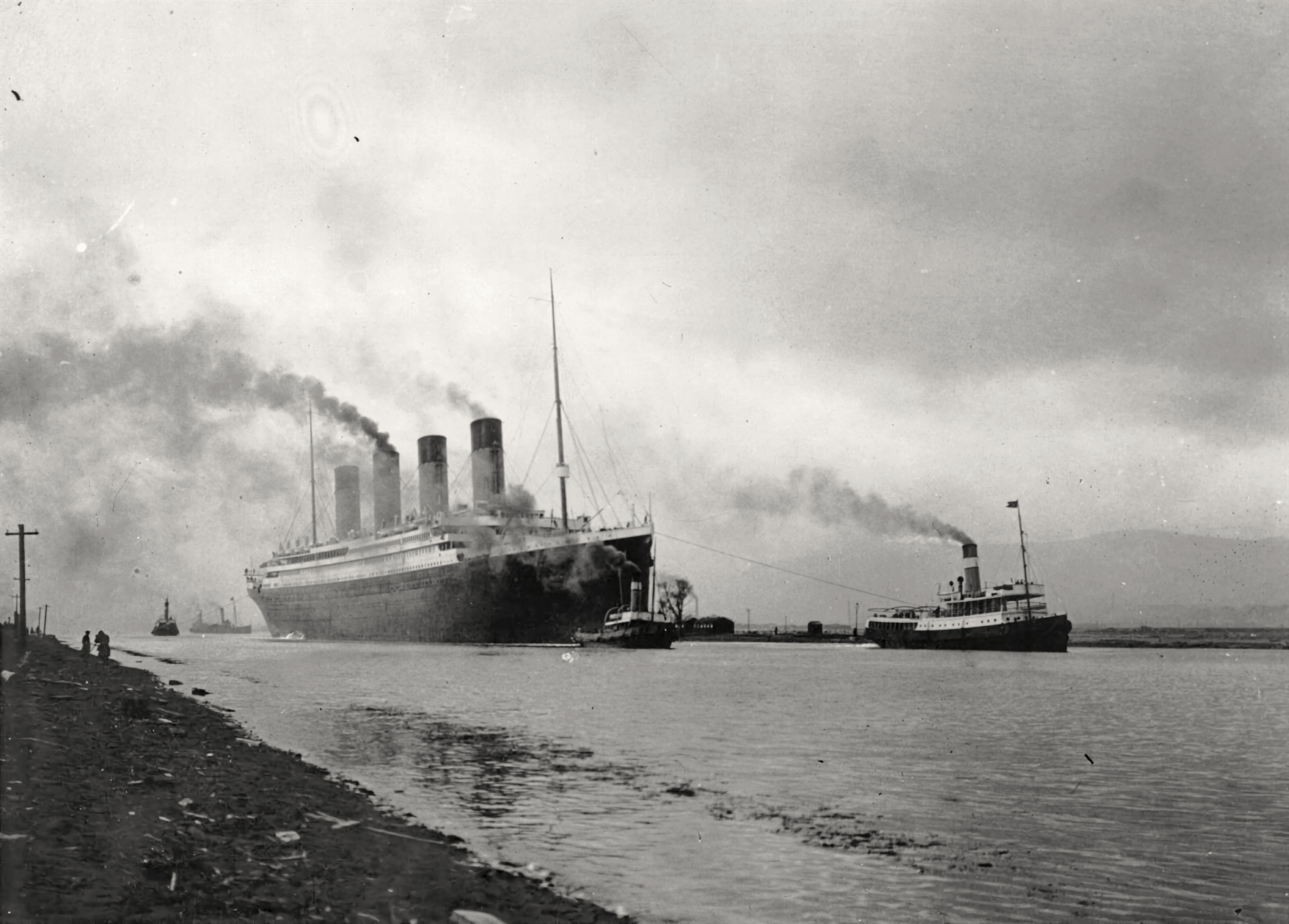
عکسی از تایتانیک در حال خروج از بلفاست در طول کارآزمایی دریایی که در ۲ آوریل ۱۹۱۲ گرفته شد.
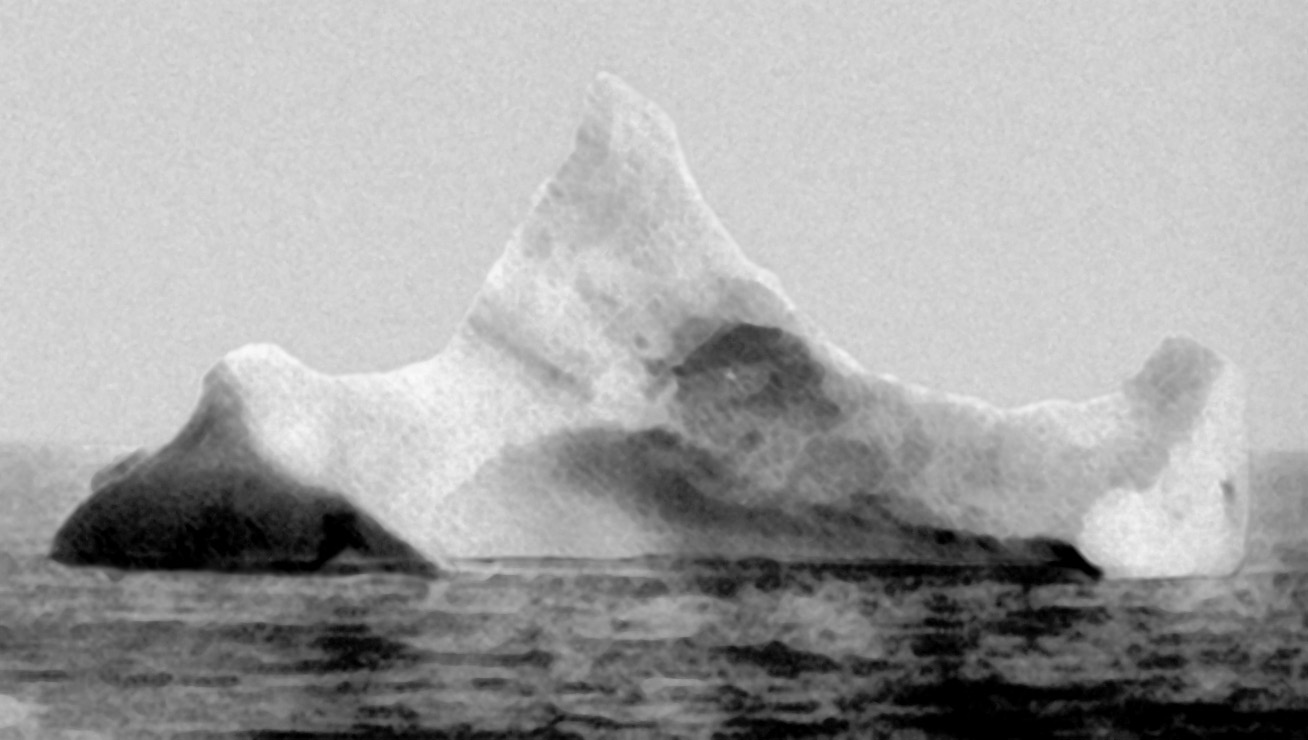
عکس کوه یخی که ساعاتی بعد از برخورد کشتی تایتانیک توسط مهماندار ارشد کشتی اس اس پرینز آدالبرت گرفته شد.
مسیری که تایتانیک در طول انتقالش به اطراف طی کرد. خط آبی مسیری است که سینه کشتی و خط قرمز مسیری است که پاشنه کشتی طی کرده‌است.
کوه یخ صفحات کشتی را خم کرد، پرچ های آن را پاره کرد و به یک سری از محفظه های آن آسیب رساند.
نمایی از غرق شدن تایتانیک که ۲ ساعت و ۴۰ دقیقه (از ۲۳:۴۰ تا ۲:۲۰ بامداد) به طول انجامید.
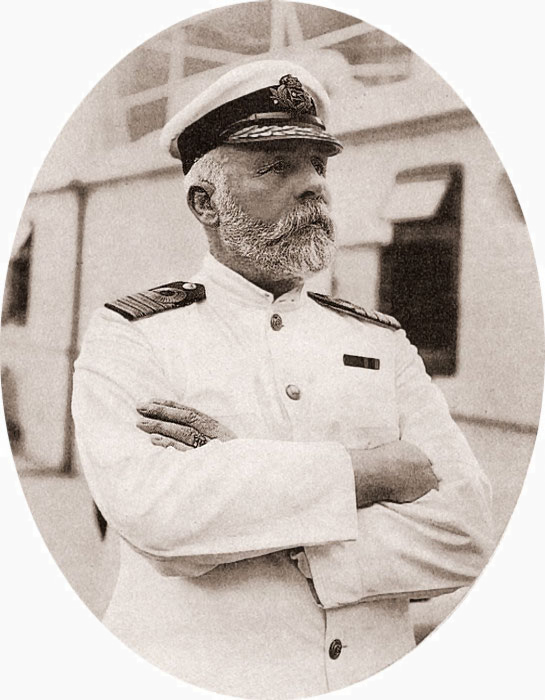
عکسی از ادوارد اسمیت (ناخدای کشتی تایتانیک) که در سال ۱۹۱۱ گرفته شد.
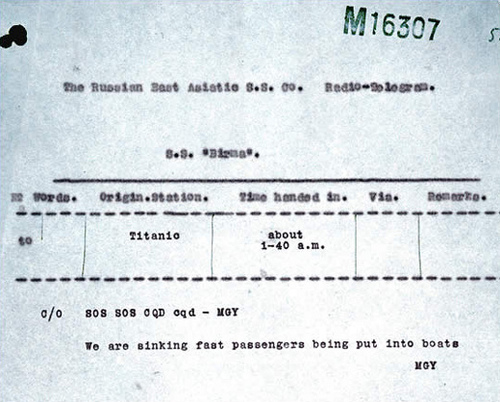
سیگنال خطری که در حدود ساعت ۱:۴۰ بامداد توسط جک فیلیپس (اپراتور رادیویی تایتانیک) به یک کشتی روسی به نام اس اس بیرما ارسال شد. این یکی از آخرین پیام های رادیویی قابل فهم تایتانیک بود.
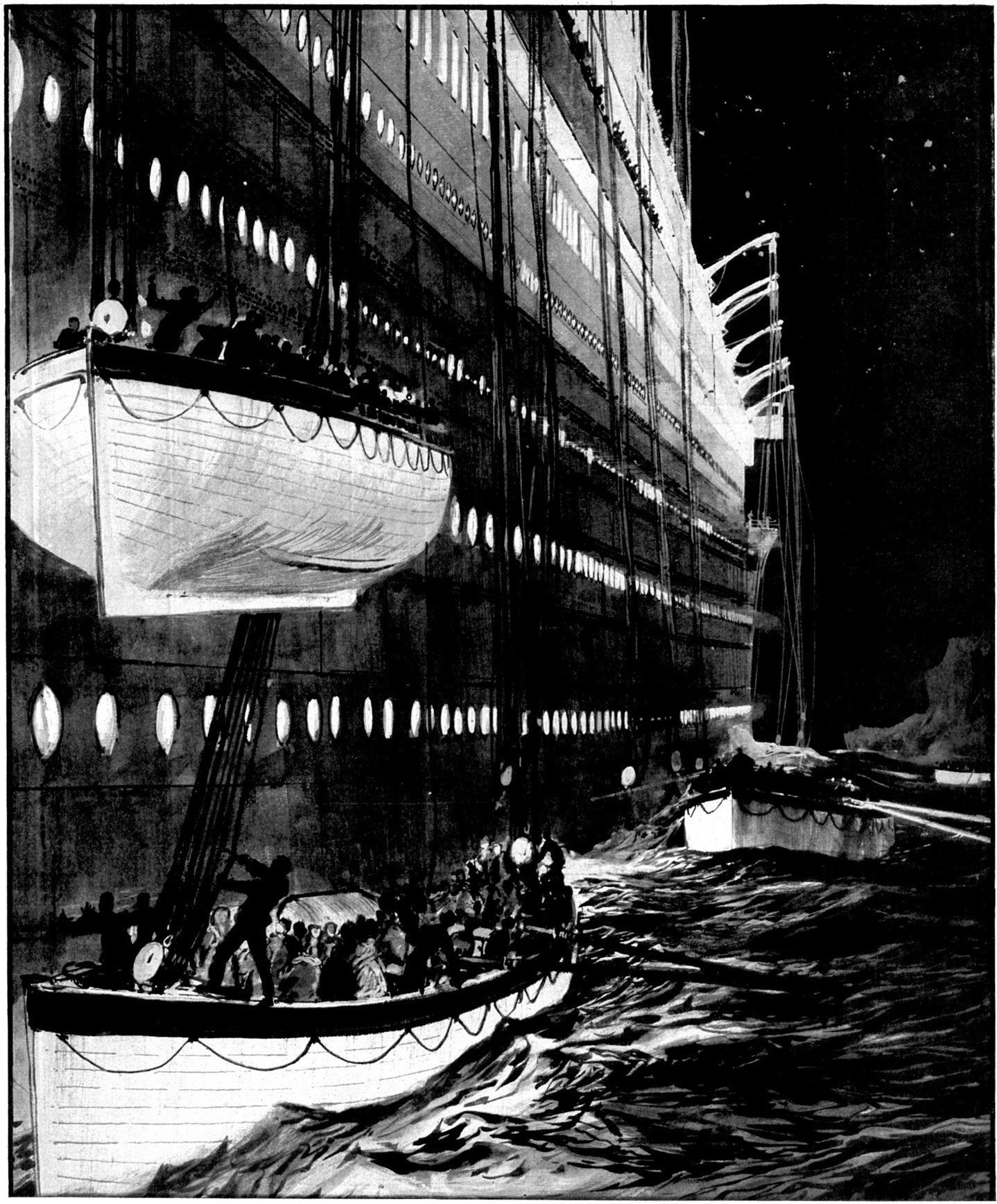
فرود آمدن قایق نجات شماره ۱۵ روی قایق نجات شماره ۱۳ که توسط چارلز دیکسون به تصویر کشیده شد.
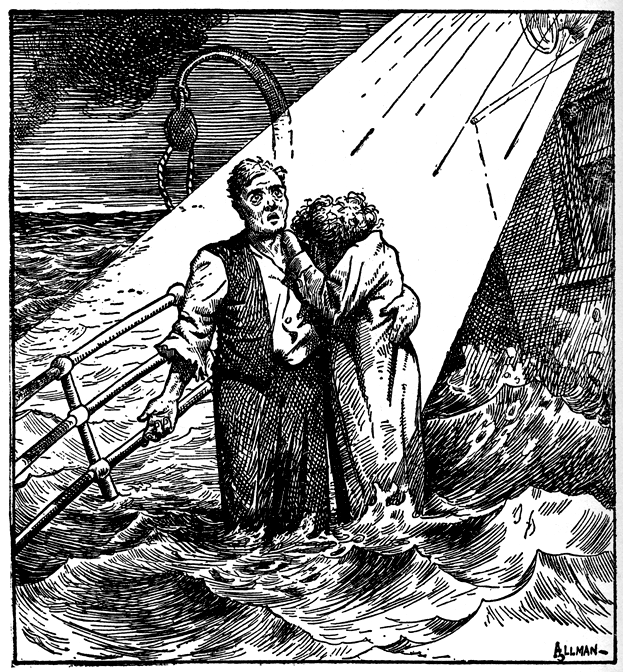
کاریکاتور خدای من به تو نزدیکتر است که در سال ۱۹۱۲ به تصویر کشیده شد.
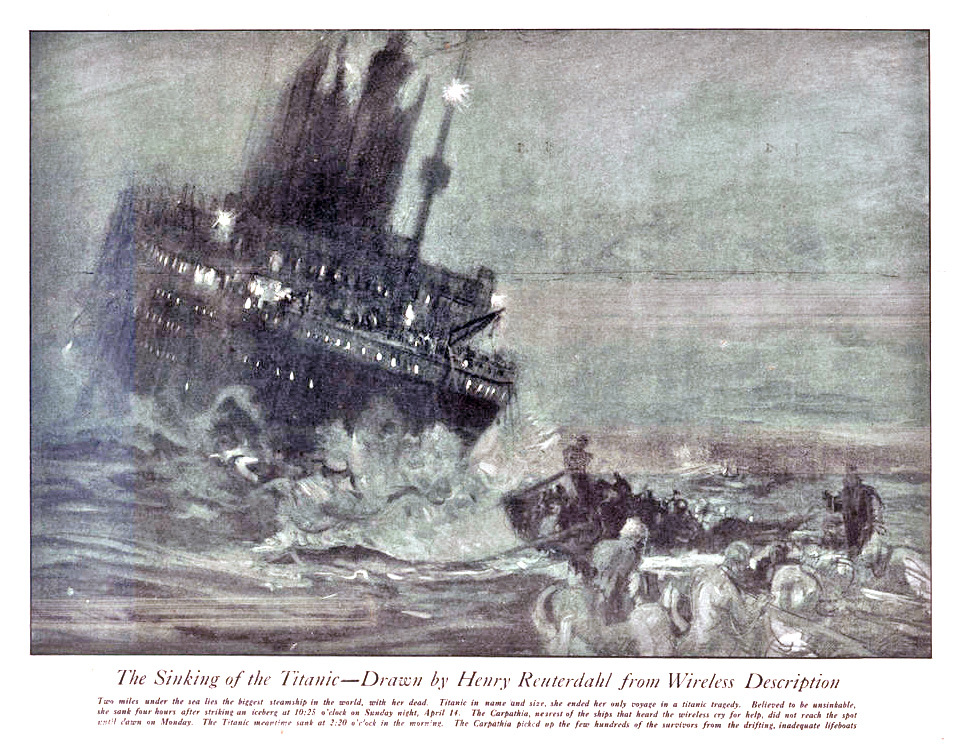
غرق شدن تایتانیک که توسط هنری رویتردال به تصویر کشیده شد.
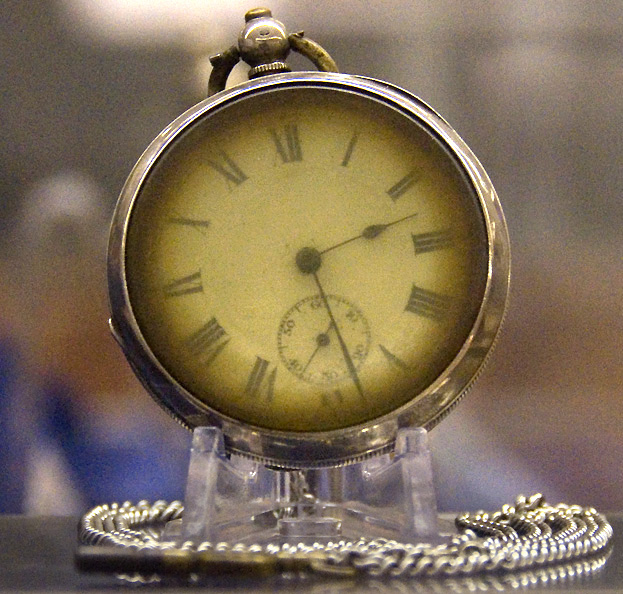
ساعت جیبی بازیابی شده از محل غرق شدن تایتانیک که در ساعت ۲:۲۸ (۸ دقیقه بعد از غرق شدن تایتانیک) متوقف شده‌است.
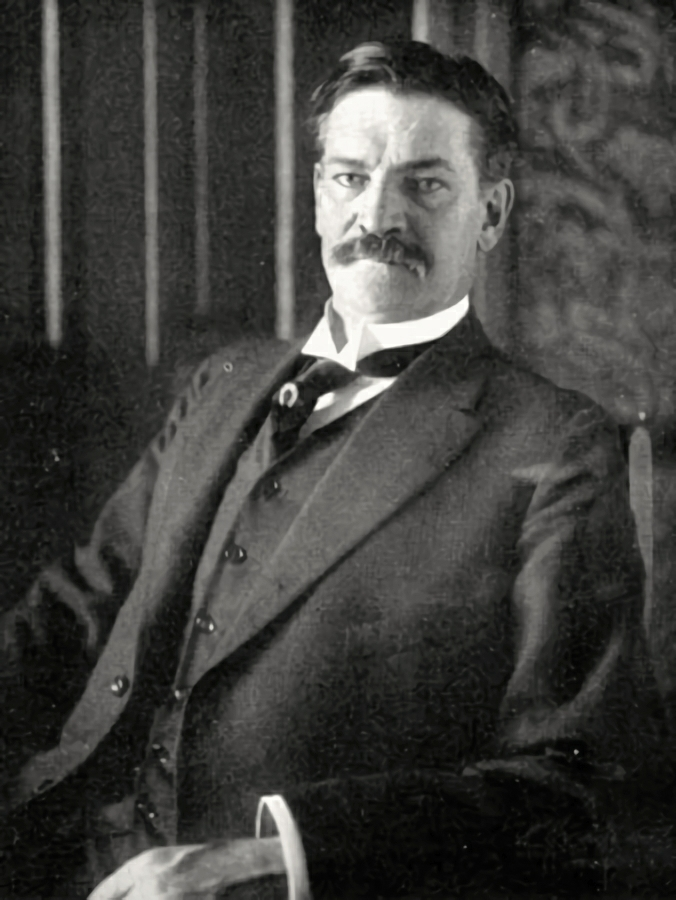
سرهنگ آرچیبالد گریسی چهارم، یکی از بازماندگان در قایق نجات تاشو B بود. او هرگز از مصیبت خود بهبود نیافت و ۸ ماه پس از غرق شدن تایتانیک درگذشت.
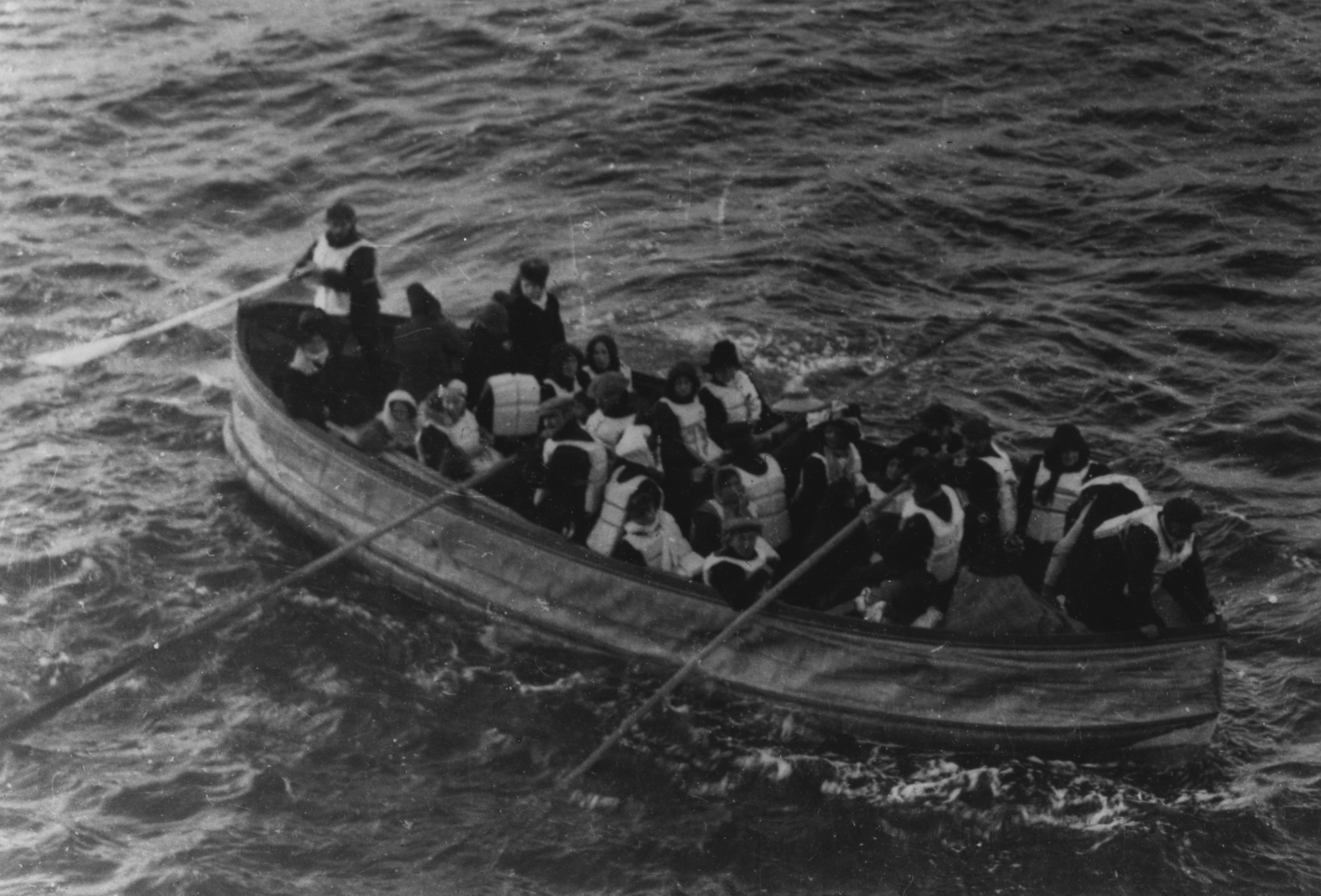
عکسی از قایق نجات تاشو D که از عرشه کشتی آر ام اس کارپاتیا در صبح روز ۱۵ آوریل ۱۹۱۲ گرفته شد.
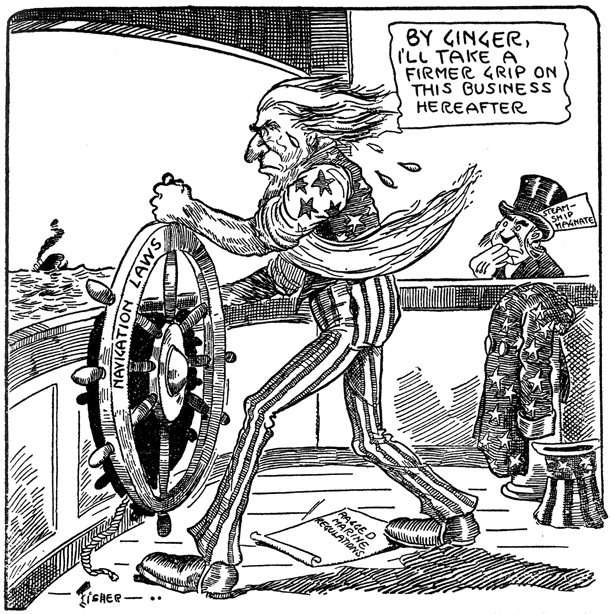
کاریکاتور زمان مشغول شدن که در سال ۱۹۱۲ توسط باد فیشر به تصویر کشیده شد. خشم عمومی در این فاجعه باعث شد تا سیاستمداران قوانین جدیدی را در صنعت کشتیرانی وضع کنند.
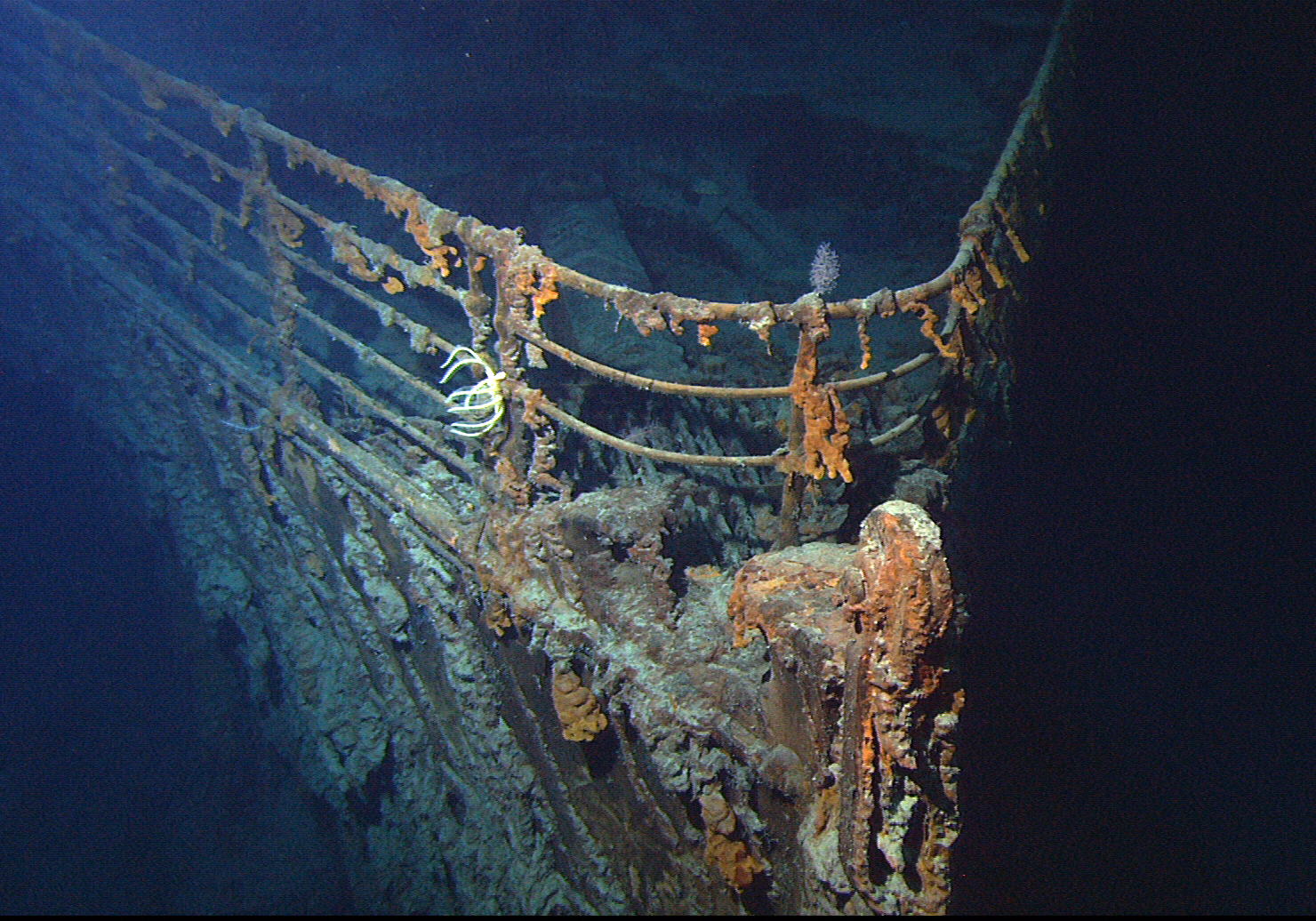
عکسی از سینه کشتی تایتانیک که در ژوئن ۲۰۰۴ گرفته شد.

### Journal articles
- Foecke, Tim (26 September 2008). "What really sank the Titanic?". Materials Today. Elsevier. 11 (10): 48. doi:10.1016/s1369-7021(08)70224-4. Archived from the original on 31 August 2020. Retrieved 4 March 2012.
- Maltin, Tim (March 2012). "Did the Titanic Sink Because of an Optical Illusion?". Smithsonian. Smithsonian Institution. Archived from the original on 31 August 2020. Retrieved 15 April 2012.
- Ryan, Paul R. (Winter 1985–1986). "The Titanic Tale". Oceanus. Woods Hole, MA: Woods Hole Oceanographic Institution. 4 (28).
- Uchupi, Elazar; Ballard, Robert D.; Lange, William N. (Fall 1986). "Resting in Pieces: New Evidence About Titanic's Final Moments". Oceanus. Woods Hole, MA: Woods Hole Oceanographic Institution. 29 (3): 53–60.